# Vilafranca del Penedès
Vilafranca del Penedès és una ciutat de la vegueria del Penedès, a Catalunya, capital de la comarca de l'Alt Penedès. El municipi té una extensió de 19,63 km² i està format pel nucli de la capital i els veïnats del Bordellet, el Molí d'en Rovira, Pere Pau, Cal Salines i la Serreta, aquest darrer compartit amb el terme municipal d'Olèrdola.
Els barris de Vilafranca són, a més del Centre de la vila, Sant Julià, l'Espirall, Molí d'en Rovira, Poble Nou, les Clotes, Barceloneta-Sant Magí i la Girada.
Els patrons de la ciutat són sant Ramon de Penyafort, sant Jocund i sant Fèlix màrtir. La Festa Major centra bona part dels seus actes al voltant del patró, sant Fèlix, que no s'ha de confondre amb el Sant Fèlix, prevere, que també celebra la seva festa el 30 d'agost.
Vilafranca és coneguda a escala internacional pels seus vins: el cava català i els vins de la Denominació d'Origen Penedès (D.O.), amb marques multinacionals com Bodegas Torres. A part dels vins i caves, Vilafranca també és coneguda pels Castellers de Vilafranca i per la seva Festa Major, que compta amb un dels dracs més antics d'Europa (dels volts de l'any 1600) i una vintena de balls, entremesos i colles castelleres.

## Topònim
El topònim de Vilafranca del Penedès fa referència al fet que la vila era emplaçada dins l'àmbit de les franqueses establertes a Olèrdola o al Penedès al segle xi, i a la formació de la vila després del fracàs de la restauració d'Olèrdola, antiga capital de la regió, després de la invasió almoràvit del 1108.

## Història

### Orígens
Hom creu que Vilafranca del Penedès fou fundada cap a mitjan segle xii a conseqüència de la decadència d'Olèrdola, ja que els seus habitants foren els primers pobladors de la vila.
Es considera que va néixer entre els anys 1108 i 1151, anys en què es troba la primera referència de la Vila. Vilafranca es va fundar al voltant de l'antiga Torre Dela, la qual es trobava a prop de la Via Augusta. Des del naixement de la Vila se celebrava un mercat, fet que juntament amb les franqueses concedides, la tranquil·litat envers els sarraïns i l'impuls que li va donar el comte de Barcelona va propiciar el creixement del primer nucli fins a esdevenir una de les ciutats importants del Principat. La distribució de la Vila era la típica d'una ciutat medieval amb el clos de la muralla, el call jueu, els gremis i la noblesa.
Durant el segle xiii, Vilafranca experimenta un important desenvolupament econòmic i social, i es consolida la repoblació de la seva àrea d'influència i la seva posició puntera com a centre comercial en la confluència d'importants vies de comunicació. A més, com a vila reial rep protecció i la vegada molts privilegis, per la qual cosa es converteix en una de les poblacions de domini reial més notables de la Catalunya de l'època, i en la qual se celebra el 1218 una assemblea convocada per Jaume I, que reuneix la noblesa, els prelats i els representants de les ciutats i les viles. La importància territorial de Vilafranca es veu corroborada amb la formació de la vegueria de Vilafranca del Penedès i en l'establiment de diferents cases monàstiques, que converteixen la vila en un centre de gran activitat.

### Època medieval

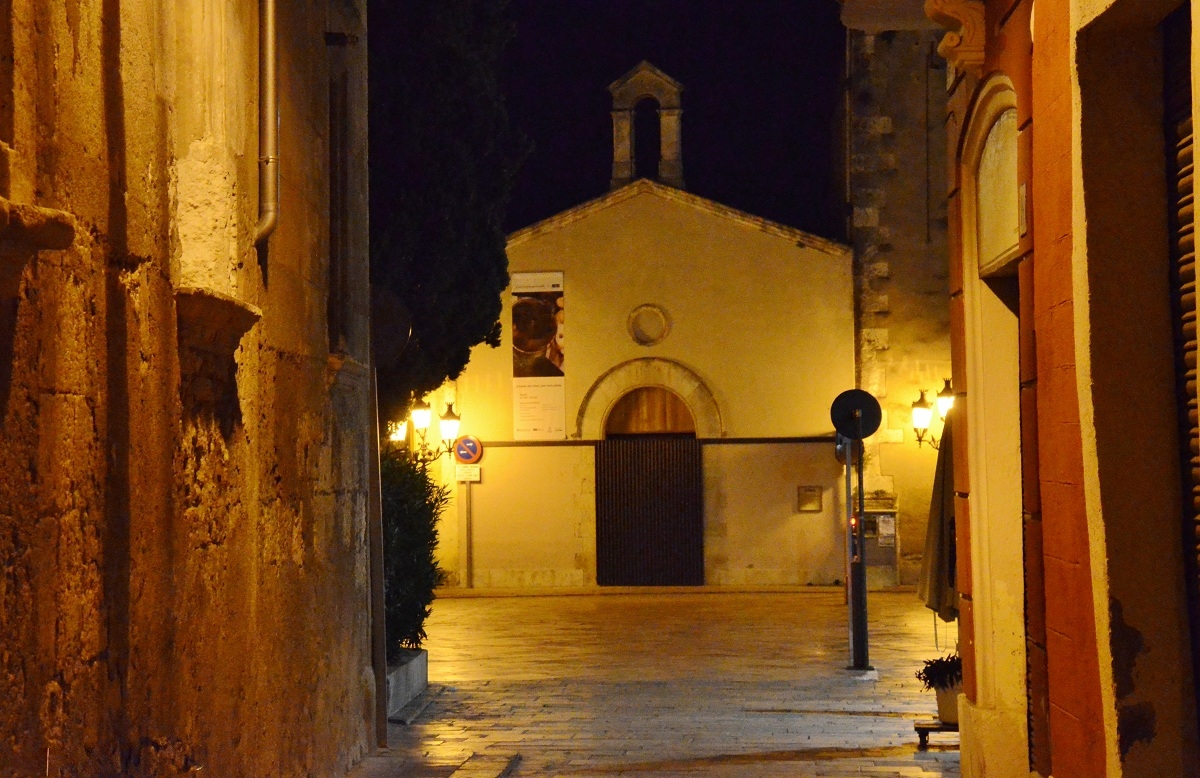
Capella de Sant Pelegrí (Vilafranca del Penedès)

Vilafranca va tenir un creixement intens durant la segona meitat del segle xii. Va ser decisiva la seva situació com a via que enllaçava les terres cristianes amb les musulmanes. A conseqüència d'aquesta rellevància, el rei va fer donació dels drets de notaria a l'Església l'any 1188. La coincidència de les celebracions religioses amb les fires i mercats com a activitats inseparables i la concessió reial dels drets de notaria van fer que l'església de Vilafranca exercís un notable poder econòmic i jurídic.
El centre de la població girava al voltant de la primitiva parròquia de Santa Maria, una església parroquial que va ser la primera que va integrar el gòtic. Es van construir altres edificis notables, com ara el Palau Macià, o el convent d'un orde mendicant: el convent de Sant Francesc; l'església d'un convent d'un orde militar: la capella de Sant Joan i altres edificis amb un clar protagonisme en uns fets cabdals a la història de Catalunya com ara el Palau Reial, on va morir el rei Pere el Gran, o el Palau Baltà, que la tradició diu que fou l'escenari on es va signar la Concòrdia de Vilafranca el 1461, un dels desencadenants de la guerra civil que va enfrontar la corona i la Generalitat al segle xv.
Fins a mitjan segle xiv hi ha una època de creixement de la Vila. A partir de la meitat d'aquest segle s'inicia un cicle de calamitats que marcaran tota aquesta època arreu del país. El cicle s'inicia amb les males collites. L'any 1333 és conegut com «Lo mal any primer». Continuarà amb la pesta del 1348 i altres que van seguir. Diverses epidèmies de morbo, còlera i grip van afectar Vilafranca els anys 1530, 1558, 1564, junt amb les epidèmies cal comptabilitzar les següents guerres: la Guerra Civil (1462-1472), que va incidir fortament a la Vila, la Guerra dels Remences (1483-1486), la guerra dels Segadors (1640-1652).

### Època moderna
Malgrat aquesta situació general, l'activitat econòmica i comercial de Vilafranca no va aturar-se, tot i que no va ser tan alta com en segles anteriors. Catalunya és, una vegada més, escenari de batalles. Vilafranca, on va arribar a residir la Junta Superior de Catalunya, va ser saquejada diverses vegades des de 1808. Un cop superada aquesta guerra, el conreu vinícola va continuar creixent a la comarca, cosa que va suposar un important creixement demogràfic. La ciutat va ser una de les més afectades per l'epidèmia de còlera de 1854 a Catalunya, entre el 8 d'agost i el 27 de setembre van morir 800 persones dels seus 12.000 habitants, i a partir de l'any 1879 la fil·loxera va devastar les vinyes i es va iniciar una espectacular davallada econòmica i una considerable disminució de la població. Malgrat tot, abans d'acabar el segle la viticultura va tornar a ser la primera font de riquesa de la Vila, consolidant el seu caràcter agrícola i vinícola.
El ressorgiment econòmic de la comarca de l'Alt Penedès, després del desastre de la fil·loxera, va propiciar l'arribada del corrent artístic i social que començava a implantar-se a Europa. Propietaris agrícoles i comerciants esdevenen els receptors de les tendències modernistes i impulsen edificacions d'acord amb la seva posició econòmica. La Ruta Modernista de Vilafranca forma part de les 9 Rutes Modernistes prop de Barcelona que promou la Diputació de Barcelona.

### Època contemporània
En el període de 1950 a 1981, Vilafranca té un gran creixement. Acull diverses indústries i el sector del vi i del cava es desenvolupa àmpliament. Vilafranca és avui una de les principals ciutats mitjanes de Catalunya, un centre econòmic i comercial dotat de tots els serveis i amb bones comunicacions que l'apropen a les principals ciutats catalanes i de l'estat. En els últims anys s'ha viscut un procés urbanitzador força dinàmic, amb zones residencials destinades a acollir una gran quantitat de nous habitatges. En l'àmbit industrial, s'han instal·lat diverses empreses propiciant l'aparició de nous polígons.

## Demografia
| Entitat de població    | Habitants (2024) |
| Vilafranca del Penedès | 41.217           |
| Pere Pau               | 127              |
| el Molí d'en Rovira    | 112              |
| Cal Salines            | 48               |
| el Bordellet           | 21               |
| Sant Pau               | 16               |
| Font: Idescat          |                  |

| 1497 | 1515 | 1553 | 1787  | 1887  | 1900  | 1920  | 1950   | 1970   | 2010   | 2024   |
| 315  | 330  | 386  | 3.673 | 8.344 | 7.749 | 8.586 | 11.177 | 17.546 | 38.218 | 41.504 |

## Geografia
- Llista de topònims de Vilafranca del Penedès (Orografia: muntanyes, serres, collades, indrets..; hidrografia: rius, fonts...; edificis: cases, masies, esglésies, etc).

### Barris

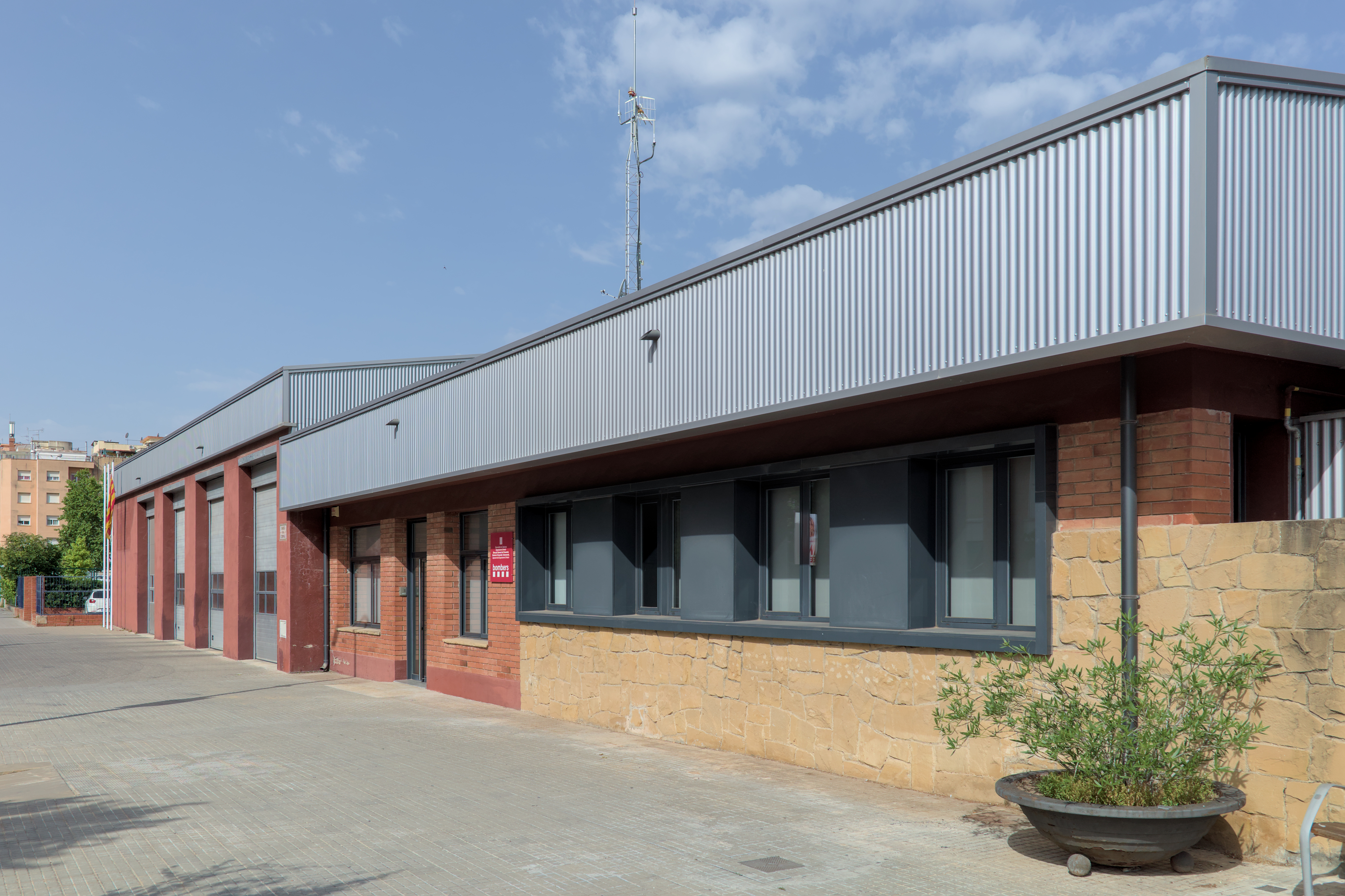
Parc de bombers de Vilafranca del Penedès

Vilafranca del Penedès està dividida en vuit barris:
- El barri del Centre, que engloba el que havia estat la vila emmurallada i els espais immediats de creixement posterior. És on hi ha els edificis de més interès històric o arquitectònic. Els eixos són la plaça de la Vila, les places de la Constitució, de l'Oli, de Jaume I i de Sant Joan, els carrers de la Parellada i dels Ferrers, i les rambles de Nostra Senyora i de Sant Francesc. També cal destacar-hi el CAP Centre, situat a la plaça del Penedès, el teatre Cal Bolet, la Societat El Casal i el Casino (que data de 1876).
- L'Espirall: l'avinguda de la Pelegrina i el carrer Espirall són els carrers més importants d'aquest barri que conflueixen on es troba l'Hospital Comarcal de l'Alt Penedès i la NAU (espai de joventut). Hi ha ubicats el CAP Nord, la comissaria dels Mossos i el parc de Bombers.
- Barceloneta-Sant Magí, amb l'Estació de Vilafranca del Penedès. És on actualment es troba l'estació de trens i el pàrquing de Cal Rodina. Comença a l'avinguda d'Igualada, l'avinguda de Barcelona i el carrer de Santa Clara i va passant pels carrers del Cid, Pere Alegret, Sant Raimon de Penyafort, Papiol, la plaça de l'Estació, carrers del Sol, del General Zurbano, del Doctor Zamenhof i de Manuel Barba i Roca, entre d'altres.
- La Girada, un dels barris nascuts recentment, té al costat el barri del Molí d'en Rovira, delimitat per la via fèrria i l'N-340. Consta d'una estació de bus i d'una llarga rambla, coneguda pel nom de rambla de la Girada, que travessa tot el barri. També destaca a l'altra banda de la via el passeig de Rafael Soler, on al costat mateix hi ha un grandíssim parc amb gespa artificial, conegut amb el nom de parc d'1 d'Octubre, que al final de tot es connecta amb el barri del Poble Nou.
- El Poble Nou és el primer barri amb més població de tot Vilafranca. Té el parc del Tívoli i un dels carrers més llargs de Vilafranca, el d'Amàlia Soler. També cal destacar-hi la carretera de Moja, el carrer del Mestre Josep Recasens, el carrer de Germanor, el carrer d'Ignasi Iglesias, el carrer de Menéndez i Pelayo, carrer de Ramon Freixas i carrer de l'Ateneu, entre d'altres.
- Sant Julià és el segon barri amb més població de tota la ciutat. Consta del parc de Sant Julià i la zona del Pla del Diable. Inclou tota la Zona Esportiva (camps de futbol, pistes, etc.). Els carrers més importants són l'avinguda de Catalunya, la plaça de la Sardana, carrer de Sant Fèlix i el carrer de Jaume Balmes.
- Les Clotes és on hi ha la biblioteca Torres i Bages, l'Escorxador, la plaça de la Verema i la plaça del Gas. El carrer amb més afluència de gent és el Balcó de les Clotes, el carrer de la Beneficència, el carrer de Ferran i el carrer de Torrelles de Foix, entre d'altres.
- El Molí d'en Rovira és un barri força industrial. Tot i això, el carrer principal, el carrer del Comerç, té una de les línies de façanes més boniques de tot Catalunya.

### Veïnats
- Cal Salines.[6] Està situat entre el nucli de Vilafranca i Santa Margarida i els Monjos.[7] L'any 2007 tenia 82 habitants.[8] 41° 19′ 46.74″ N, 1° 39′ 56.69″ E / 41.3296500°N,1.6657472°E
- El Bordellet.[6] Es troba al nord-est de la vila i el seu nom fa referència a un antic prostíbul que existia en l'època medieval,[7] però també s'ha dit que el nom ve d'una borderia, un lloc d'acolliment d'infants.[9] L'any 2007 tenia 14 habitants.[10] 41° 21′ 47.87″ N, 1° 42′ 25.51″ E / 41.3632972°N,1.7070861°E
- El Molí d'en Rovira inclou les cases aïllades més enllà del nucli urbà, tocant al barri del mateix nom.[11] L'any 2007 tenia 163 habitants.[12] Sorgí al voltant del molí de la riera del mateix nom. Hi ha un monestir residència de la Mare de Déu del Pilar.[7] 41° 20′ 18″ N, 1° 42′ 30″ E / 41.33825°N,1.708414°E
- Pere Pau. Es troba al límit del terme, tocant al poble de Sant Pere Molanta.

## Emplaçament

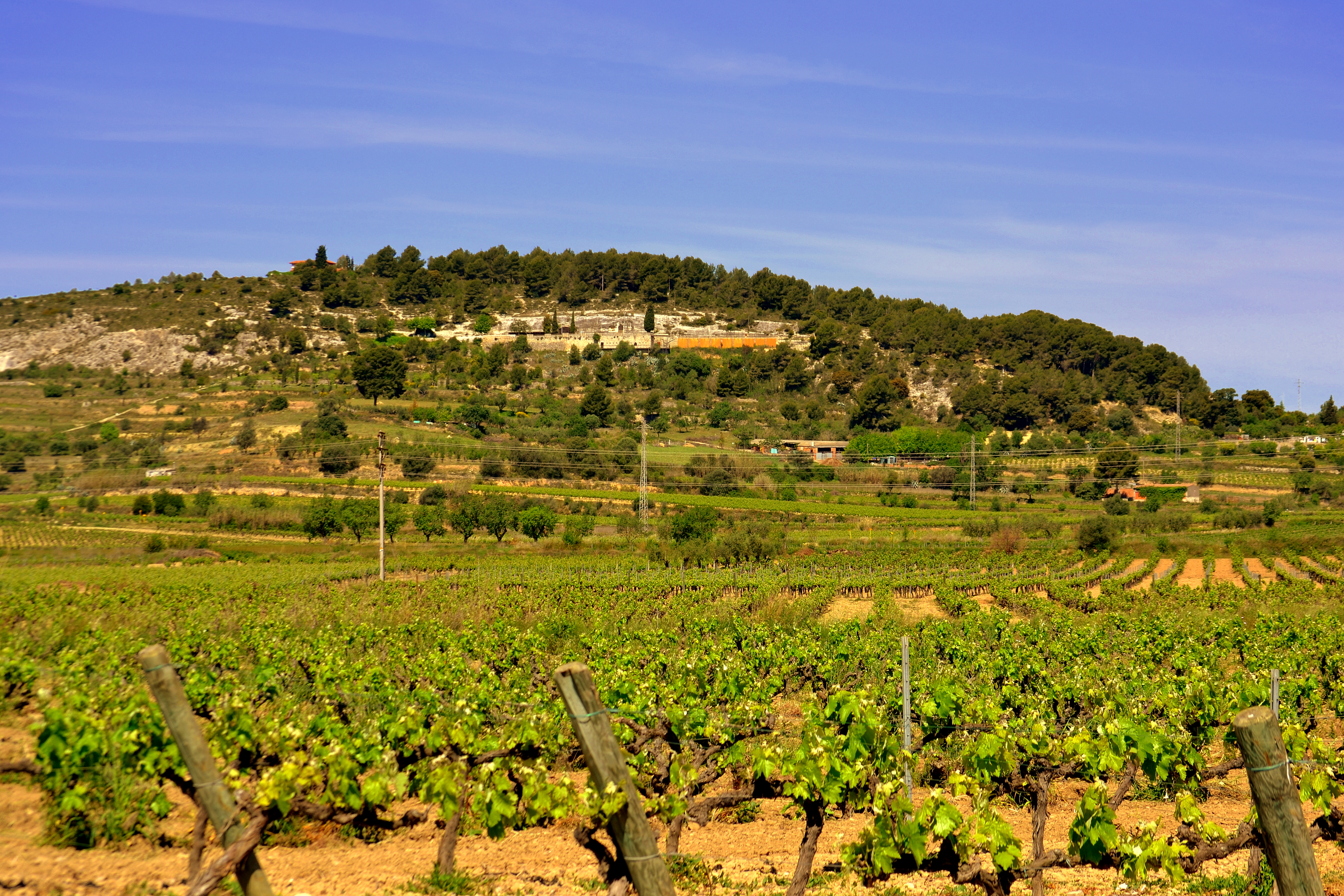
Muntanya de Sant Pau

L'emplaçament de Vilafranca (224 m d'altitud) al centre de la depressió del Penedès, entre la Serralada Prelitoral i el massís del Garraf, és un pas obligat, ja d'antic. En l'època romana hi passava la Via Augusta que es dirigia cap a Tarragona. A l'edat mitjana hi passava el camí que hi duia per Begues i Olesa de Bonesvalls. I des de 1865 hi passa la línia fèrria de Martorell a Tarragona.
Està situada al centre de la depressió penedesenca, en un terreny pla amb alguns turons que s'eleven un centenar de metres sobre la resta de la plana: el puig de Sant Jaume (296 m), el puig de Sant Pau (302 m), i el que serveix d'assentament a la mateixa capital.
El terme municipal és envoltat pels termes de les Cabanyes i la Granada, a l'est per Sant Cugat Sesgarrigues i Olèrdola, al sud Santa Margarida i els Monjos i a l'oest Sant Martí Sarroca i Pacs del Penedès.

## Clima
El clima és eminentment mediterrani. La temperatura mitjana al gener és de 7 °C, i al juliol de 23 °C. Pluviometria: 550 litres/m₂. A continuació, la taula de les mitjanes climàtiques de temperatures i precipitacions mensuals. Dades de l'estació meteorològica del Museu per al període 1968-2008.
| Paràmetres                | gen  | feb  | mar  | abr  | mai  | jun  | jul  | ago  | set  | oct  | nov  | des  | Anual |
| Temperatures mitjanes, ºС | 7,1  | 8,6  | 12,1 | 14,8 | 18,0 | 23,8 | 25,8 | 25,4 | 22,5 | 16,9 | 11,5 | 8,8  | 16,2  |
| Pluja, mm                 | 48,0 | 29,4 | 35,3 | 43,4 | 51,0 | 43,4 | 17,9 | 50,1 | 73,5 | 79,8 | 55,4 | 46,2 | 573,4 |
| ------------------------- | ---- | ---- | ---- | ---- | ---- | ---- | ---- | ---- | ---- | ---- | ---- | ---- | ----- |

## Cultura i societat

### Festes i tradicions

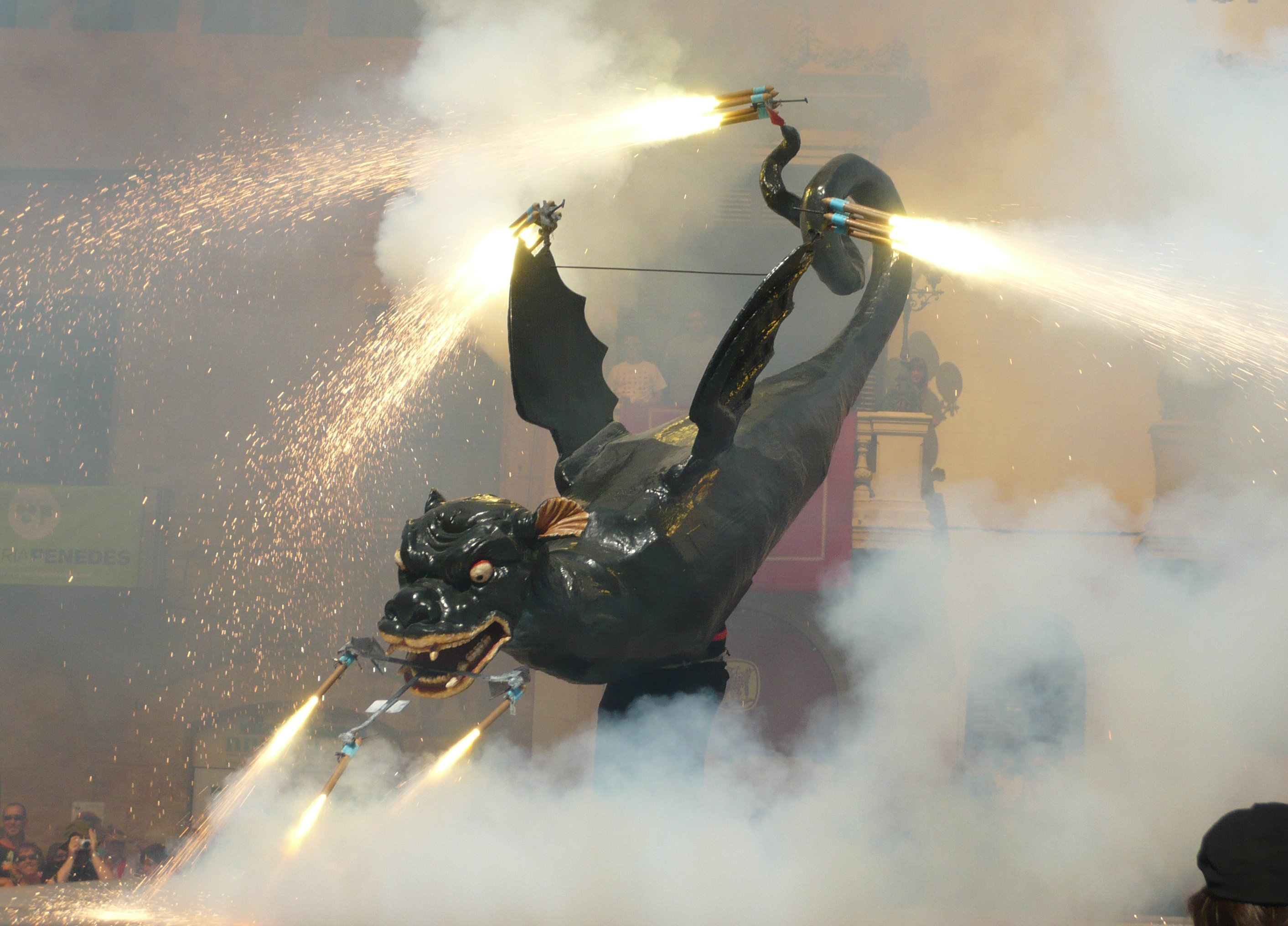
El Drac ballant durant la Festa Major de Vilafranca.

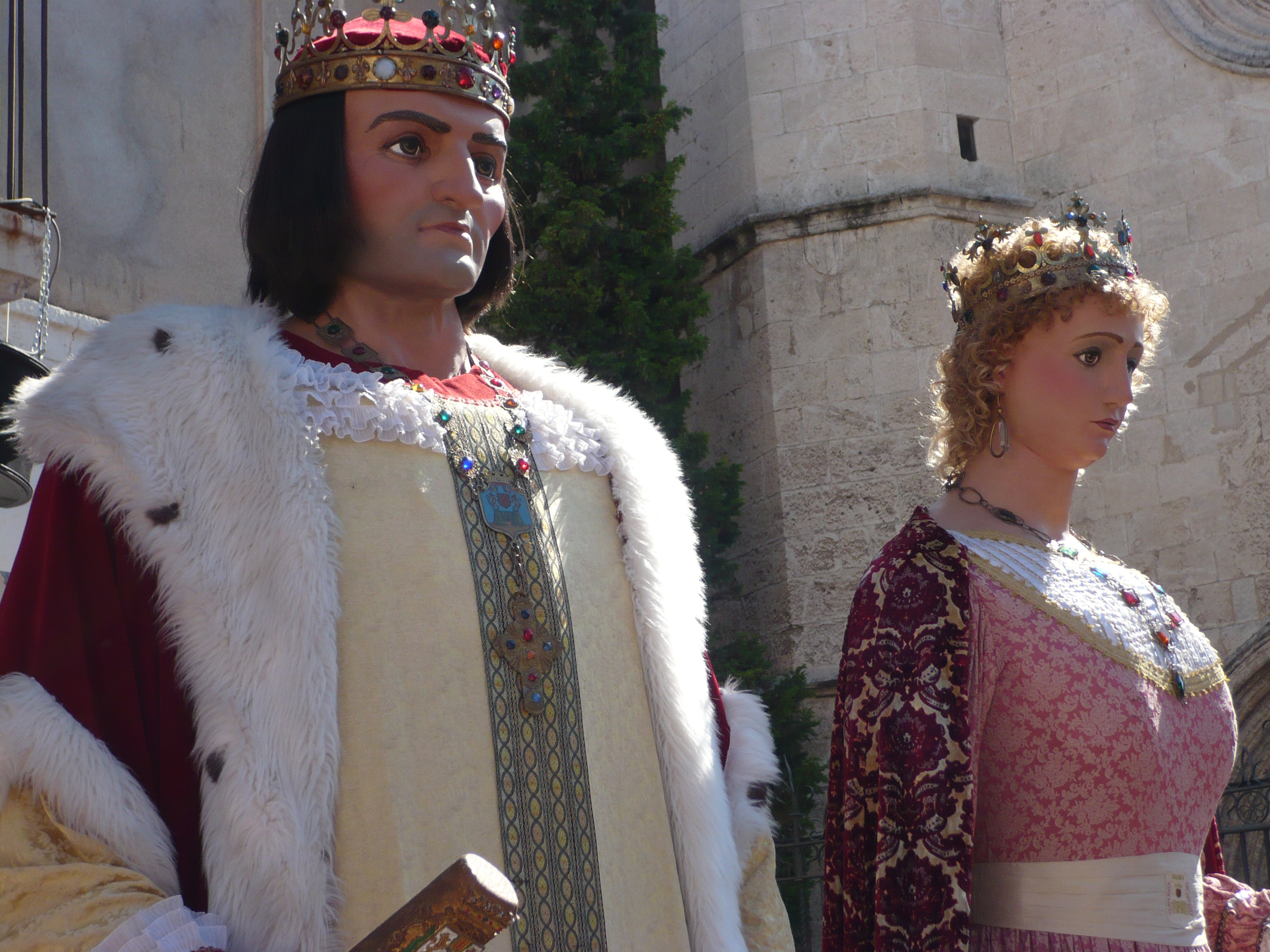
Ferragut i Elisenda

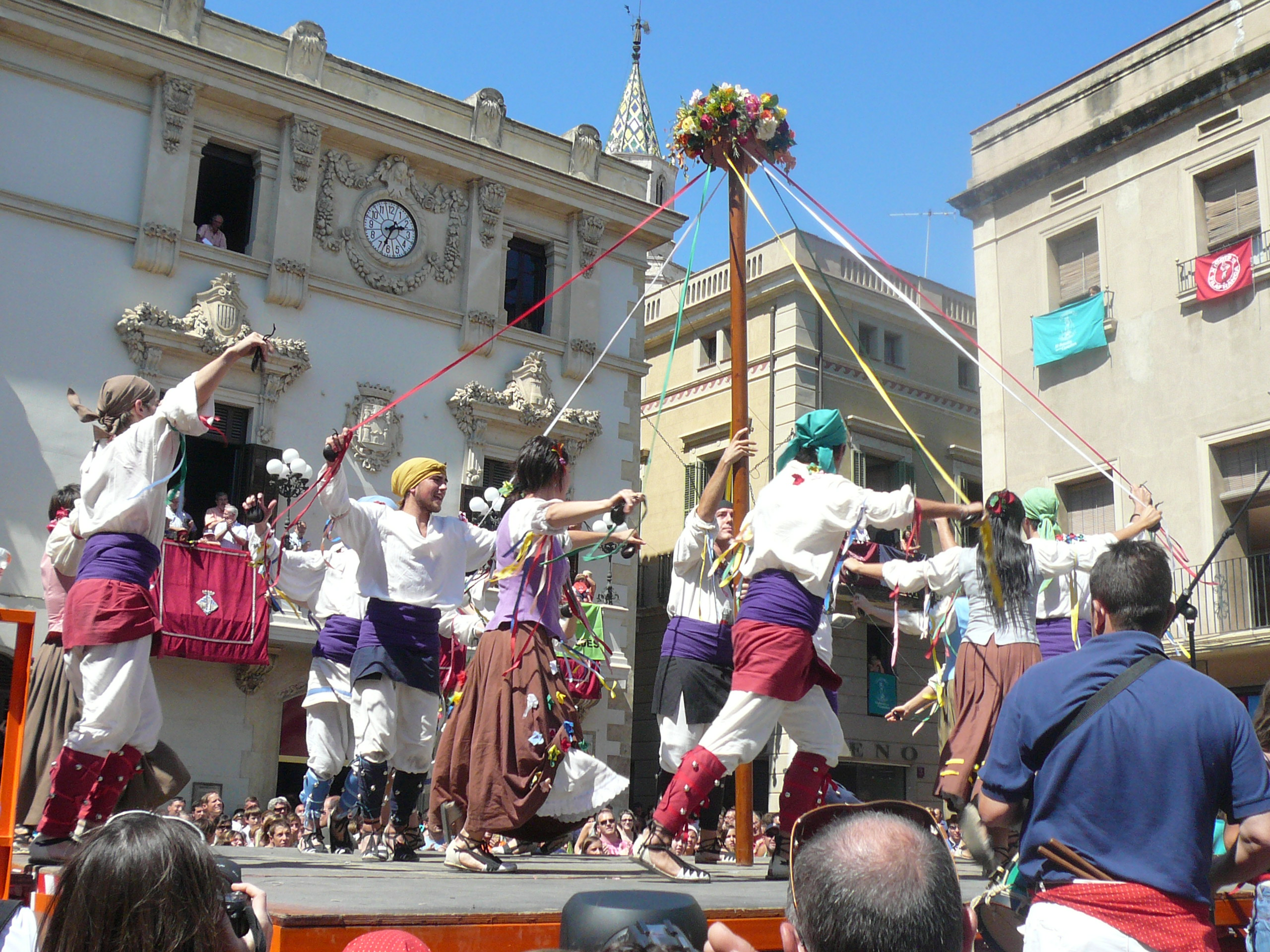
Ball de les Gitanes de Vilafranca

Del calendari festiu es poden destacar les Fires de Maig, les festes dels barris durant els mesos de juliol i agost, el Vijazz i, molt especialment, la Festa Major a final d'agost, declarada Festa Patrimonial d'interès Nacional per la Generalitat de Catalunya (29, 30 i 31 d'agost i 1 i 2 de setembre).
Durant la Festa Major es poden veure figures, elements i balls folklòrics de gran valor patrimonial com el Drac, el Ball de Diables de Vilafranca, el Ball d'en Serrallonga, l'Àliga, els Gegants, els Nans, els Capgrossos, els Panderos, el ball Pla, les Cotonines, el ball de gitanes, ball de bastons, ball de Figuetaires, etc. Però cal destacar l'actuació castellera que s'hi realitza el dia 30, la diada de Sant Fèlix.
Vilafranca té la figura del bestiari català més antic d'Europa; un drac documentat des del 1601, tot i que segurament ja existia anteriorment. Actualment compta amb dues rèpliques exactes: una a Vilafranca (2006) i una a Bèlgica.
El Vijazz és una fira de Vins i Caves del Penedès que se celebra durant el primer cap de setmana de juliol. Hi ha actuacions musicals amb primeres figures del Jazz nacional i internacional en ple centre històric de Vilafranca del Penedès i tot un seguit d'activitats complementàries culturals, gastronòmiques i turístiques.
Vilafranca organitza també la Festa del Xató amb molt bona presència de visitants. Se celebra la tercera setmana de gener i s'hi poden degustar les cinc varietats d'aquest popular plat.
La Festa de la Verema del Penedès s'inicia amb la Nit de la Verema, quan és proclamada la Pubilla de la Festa. Hi ha concursos de mostra de qualitat del raïm del Penedès i de fotografia, i també és concedit un premi d'investigació. A més, s'hi celebra el Ball del Most. La festa es clou amb la investidura d'una personalitat com a membre d'honor del Casal dels Amics del Vi i de la Bona Taula (entitat organitzadora de la festa) i amb l'obtenció del primer most, que és beneït.
La Fira del Gall se celebra el cap de setmana abans del Nadal, amb un mercat d'aviram, que té lloc des de l'edat mitjana, on es pot comprar i degustar el reconegut gall del Penedès en la mostra gastronòmica, així com els vins de la Denominació d'Origen Penedès. També hi ha exposició d'aviram, mostra de bestiari festiu, amb el Gall Tomasot, la Gallina Ballarica, l'Àliga del Barri de Sant Julià i l'Aligueta Tramuntana, com a amfitrions.

### Centres culturals
Vilafranca disposa de sales d'espectacles: Casal La Principal (cinema, balls, espectacles...), el cinema Kubrick, el teatre Cal Bolet o l'Auditori Municipal que és un equipament cultural de nova construcció, dissenyat per a acollir concerts i activitats musicals.

El Teatre el Bolet, construït per iniciativa privada l'any 1886 amb el nom de «Teatre Principal», a principis del segle xx passa a denominar-se Cal Bolet pel cognom del seu nou propietari. Finalment, va ser adquirit per l'Ajuntament de Vilafranca el 1982. Té una capacitat de 386 espectadors. Està a la disposició de les entitats i col·lectius locals per dur a terme activitats relacionades amb les arts escèniques i ofereix una programació estable d'espectacles professionals de teatre, música i dansa.

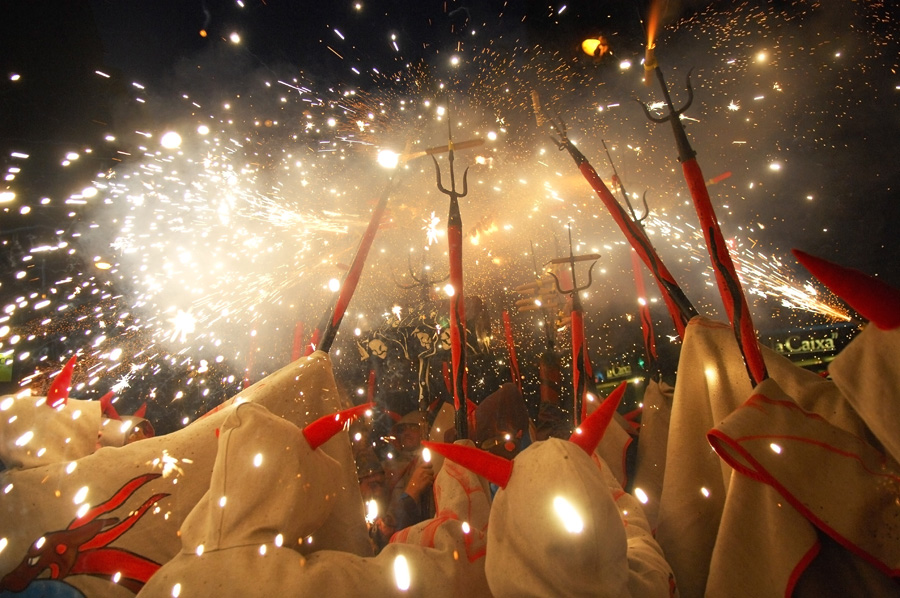
Diables de Vilafranca durant la Festa Major

### Museus
- Museu de les Cultures del Vi de Catalunya o Vinseum
- Museu de la Festa Major (Casa de la Festa Major)

### Escut
L'escut de Vilafranca del Penedès té el següent blasonament: «Escut caironat: d'atzur, una muralla torrejada de 2 torres i oberta d'una sola porta d'or; acompanyada al cap d'un escudet d'or amb 4 pals de gules timbrat d'una corona antiga d'or. Per timbre, una corona mural de vila».
Va ser aprovat el 21 de març de 1985 i publicat al DOGC el 14 de juny del mateix any amb el número 550. La població, tal com diu el seu nom, es va desenvolupar com una vila franca, és a dir, que depenia directament del rei, no d'un senyor feudal. La vila era voltada de muralles, i té un palau reial (avui Museu del Vi), on va morir-hi Pere II l'any 1289. L'escut, doncs, ens mostra una muralla torrejada amb la porta oberta, que simbolitza la vila franca, o lliure; al capdamunt, un escudet amb els quatre pals de Catalunya coronat a l'antiga, que recorda la jurisdicció reial sobre la vila.

## Vilafranca, castellera
Per trobar els orígens de la tradició castellera, tan lligada a la ciutat de Vilafranca, cal remuntar cap a la darreria del segle xviii i emmarcar-la dins altres expressions populars, com danses i entremesos.

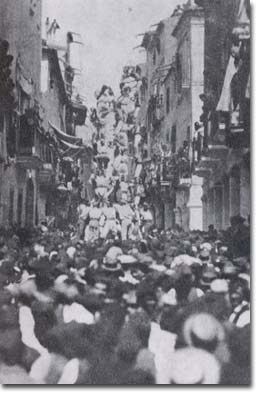
Dos 3 de 9 amb folre simultanis dels Xiquets de Valls a Vilafranca del Penedès (any 1862).

Però la gènesi dels castells cal buscar-la en la «torreta» final del Ball de Valencians, que es realitzava en l'entorn de les processons religioses. Aquests balls finalitzaven amb una figura constituïda per l'aixecament d'una construcció humana, que amb el temps va anar agafant importància i alçada, fins a independitzar-se del ball. Al segle xv ja es feien les moixigangues, balls també amb construccions humanes, de les quals és reminiscència la Muixeranga d'Algemesí. Al segle xviii la seva popularitat s'estengué fins al sud de Catalunya on eren practicades al Camp de Tarragona i comarques dels voltants, on les colles participaven en les festivitats de les viles.
Els inicis

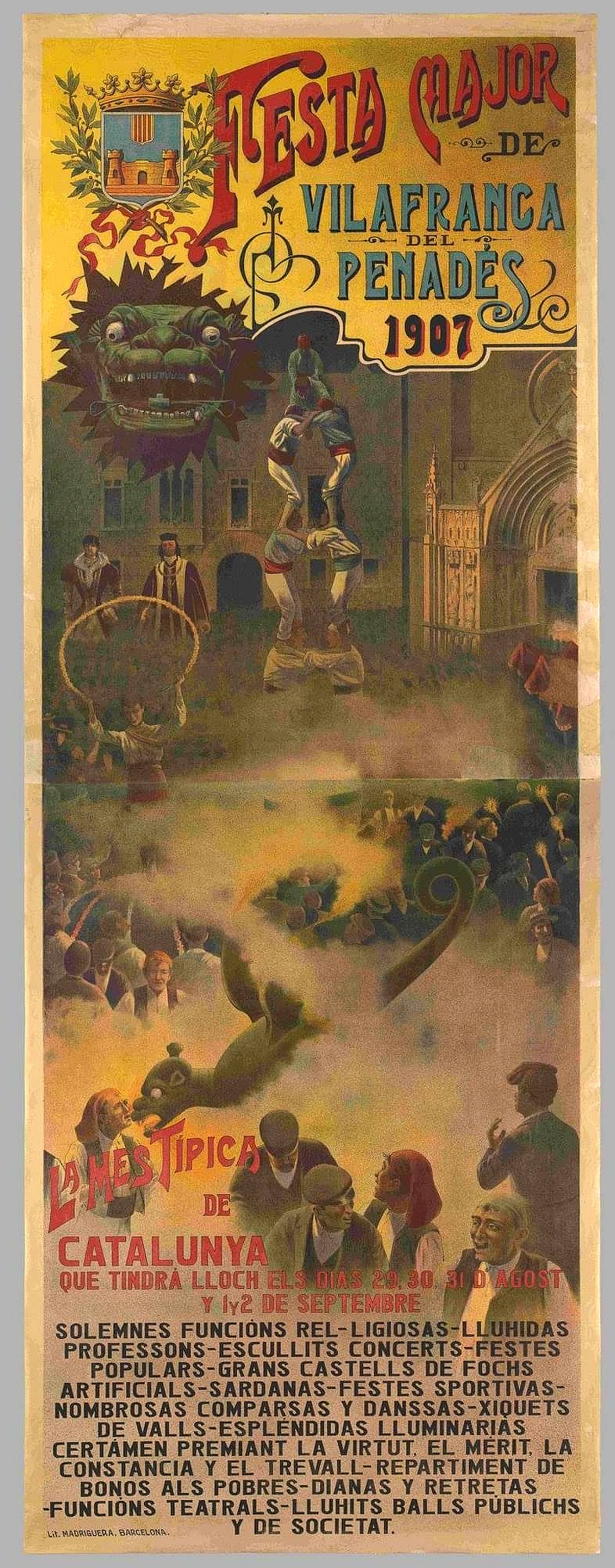
Castellers l'any 1907 dins el cartell de la Festa Major

El primer castell documentat («castell de sis sostres, acompanyat de la dolçaina») és l'any 1770 a l'Arboç, i els anys 1790 ja s'usava la paraula «castell» que es diferenciava del Ball de Valencians. El 2 de febrer de 1801, per la Candelera, apareixen a Valls els primers pilars, però no està prou documentat quina colla de les dues colles vallenques els portà a terme. Hi ha referències orals de l'any 1805 i referències escrites de 1815 a l'existència de dues colles a Valls, la Colla dels Pagesos i la Colla dels Menestrals. Ambdues colles van anar canviant de nom al llarg del temps i actualment hom vol creure que l'actual Colla Vella dels Xiquets de Valls és la continuadora de la dels Pagesos, i la Colla Joves dels Xiquets de Valls la dels Menestrals. La primera, que s'ha autoatribuït estar documentada des de 1801, es va erigir en la colla tradicional mentre que la segona, fundada l'any 1812 pel cap de colla Josep Batet Llobera, era de tendència lliberal. Per tot aquest valor històric, i especialment pel manteniment d'aquest art al llarg dels segles, la població de Valls és considerada el «Bressol dels castells».

### Castellers de Vilafranca
La colla Castellers de Vilafranca es va fundar el mes de setembre de 1948, de la mà d'Oriol Rosell, qui en va ser el primer cap. Els inicis van estar marcats per la consecució dels primers castells de set i per les estretes relacions amb les altres colles del moment. Durant aquests anys, els caps de colla van ser l'Oriol Rosell (1948-1952) i el Ramon Sala (1953-1955) i el color de la camisa va ser el rosat, primer, i el vermell, posteriorment.
El 1956 la colla va restar gairebé inactiva a causa de desavinences internes. El 1957 es va reorganitzar i va adoptar el color verd de la camisa. Del 1957 al 1968 són anys de castells de set i la consecució més destacada va ser el cinc de set. A partir del 1969 i fins al 1974, la colla va fer un salt qualitatiu molt important i va aconseguir els primers castells de vuit: la torre de set, el quatre de vuit, el tres de vuit, el pilar de sis i la torre de vuit amb folre.
El 1972 va guanyar el Concurs de Castells de Tarragona. Durant aquests anys els caps de colla van ser el Josep Pedrol (1957-1959), el Carles Domènech (1960-1961), el Joan Bolet (1962-1963), el Gabi Martínez (1964-1969), el Lluís Giménez (1970-1973) i el Gabi Martínez, una altra vegada (1974).
El 1975 la colla va fer un canvi important en la seva estructura interna: va passar d'una direcció quasi exclusiva del cap de colla a regir-se per un equip tècnic col·legiat. El 1981 va tornar a ser un any de canvis interns, ja que es va decidir que els castellers no cobrarien individualment. Això va provocar una escissió de la colla. Entre els anys 1975 i 1982, la colla va mantenir els castells de vuit, tot i que amb feines i treballs. Els anys 1983 i 1984 van ser uns anys de recuperació i consolidació dels castells de vuit bàsics, però el tomb definitiu es va produir el 1985 quan es va descarregar el primer cinc de vuit.
Així es va obrir el camí cap als castells de nou folrats: el 1987 la colla va carregar els primers tres i quatre de nou amb folre, i el 1989 va descarregar el tres per primera vegada i el 1990, el quatre. Del 1975 al 1994 el cap de colla va ser el Carles Domènech.
A partir del 1995, la colla entra en una espiral d'èxits. S'aconsegueixen les màximes fites: descarregar la torre de nou amb folre i manilles, el pilar de set amb folre, el pilar de vuit amb folre i manilles (el primer del segle xx), el quatre de vuit amb l'agulla (el primer del segle xx), el quatre de nou amb folre i l'agulla (el primer de la història dels castells), el cinc de nou amb folre i el tres i quatre de nou amb folre simultanis (per primer cop en tota la història castellera), i carregar la torre de vuit (primera del segle xx), el quatre de nou i el tres de deu amb folre i manilles (el primer de la història dels castells). Francesc Moreno «Melilla», va ser cap de colla del 1995 a 2003 i durant aquest període la colla va guanyar el Concurs de Castells de Tarragona del 1996, 1998 i 2002.
El Lluís Esclassans va passar a ser el cap de Colla el 2004 i durant el seu mandat de quatre anys la Colla va aconseguir guanyar dos Concursos de Castells de Tarragona més, en els anys 2004 i 2006 i va realitzar la millor diada de la història dels castells el Sant Fèlix de 2005: 4d9 fa, Td9 f (c), 3d10 fm (c), Pd8 fm (c) i la millor diada de la història amb tots els castells descarregats per Tots Sants de 2006: 4d9 fa, 5d9 f, Td9 fm, Pd8 fm. El 2007 els Castellers de Vilafranca van ser ambaixadors de la cultura catalana a la Fira del Llibre de Frankfurt.
El David Miret és des del 2008 el cap de Colla dels Castellers de Vilafranca. Els seus primers castells com a cap de Colla els va dirigir a Xile, amb motiu de la gira que va realitzar la colla el gener de 2008 i que va servir d'impuls a les colles castelleres xilenes que es van crear amb l'assessorament i suport dels vilafranquins. En aquest 2008, els Castellers de Vilafranca van aconseguir un fet sense precedents fins a la data: guanyar el 4t Concurs de Castells de Tarragona consecutiu. L'actuació que van realitzar els verds per guanyar el Concurs del 2008 és la millor de la història realitzada en un Concurs i la segona comptant totes les actuacions. El 2009 els Castellers de Vilafranca van actuar a Flandes i per primera vegada van visitar Anglaterra. Aquest 2009 també ha portat els èxits castellers de descarregar el primer 3 de 9 amb folre i l'agulla de la història (a Vilafranca el 31 d'agost) i completar el primer 5 de 8 amb l'agulla de la història (a Reus el 3 d'octubre). Els Castellers de Vilafranca van acabar la temporada 2009 descarregant el seu castell de gamma extra número 105, una xifra extraordinària, molt lluny dels registres de les altres colles grans.

### Xicots de Vilafranca
Els primers assaigs començaren la tardor de 1981, però la presentació de la colla fou l'11 de setembre de 1982 en el marc de la Diada nacional de Catalunya. Amb camisa vermell-rosat, recordant la indumentària de la primera colla castellera vilafranquina, va néixer la Colla de Castellers Xicots de Vilafranca. Es va escollir el nom de Xicots com a sinònim i semblança del que havien pres altres colles —nens, minyons…. A la plaça de la Vila s'enlairaren els primers castells de sis, i a la plaça de l'Oli la primera torre de sis. Aquest mateix any la colla afrontà el repte d'anar al IX Concurs de Castells de Tarragona on es carregà el primer 4de7 i es descarregaren els primers 3de7 i pilar de 5. La temporada es clogué anant a la diada dels Minyons de Terrassa, on es descarregà el primer 4de7.

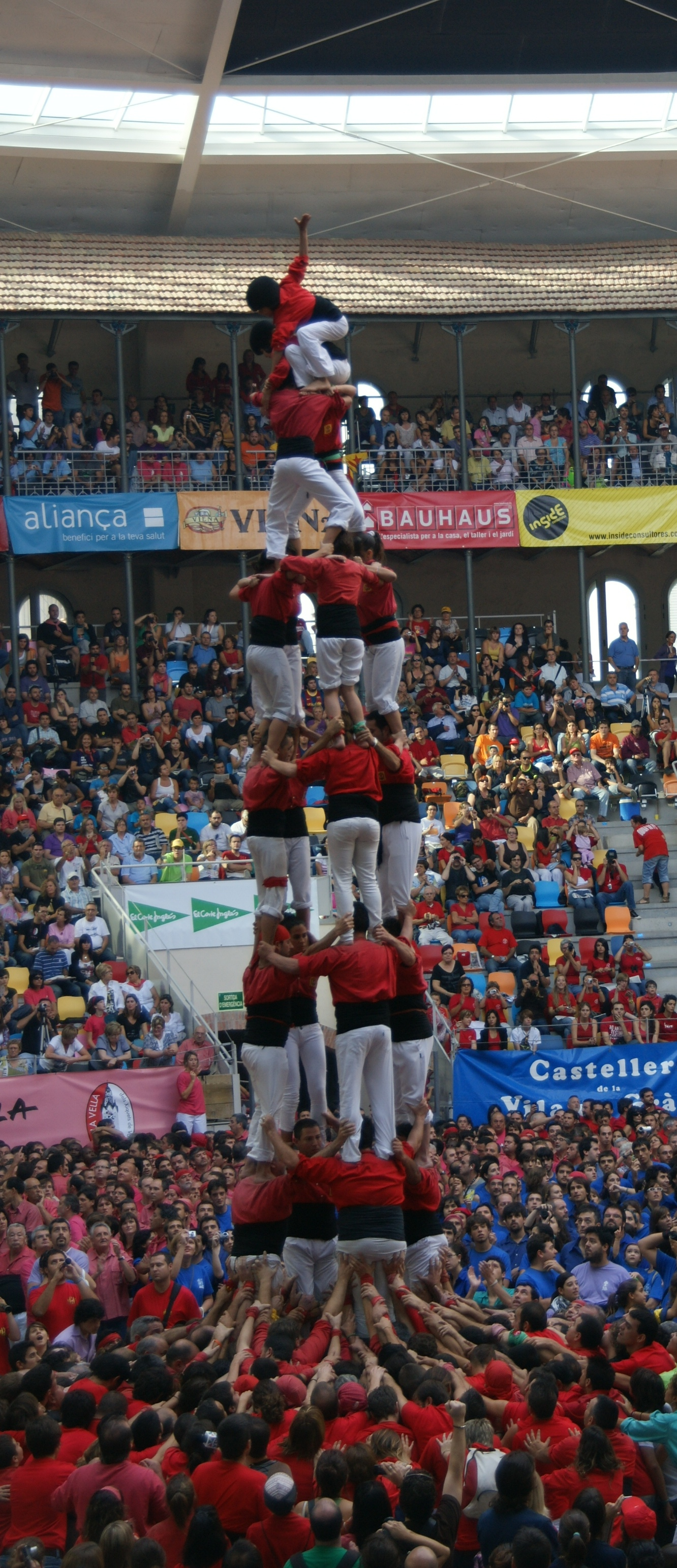
4 de 8 descarregat al XXIII Concurs de castells de Tarragona

La temporada 1983 es pot definir com de consolidació del quatre i tres de set, fins a actuar en el 25è aniversari dels Minyons de l'Arboç, on es provà per primera vegada la torre de set i es carregà el primer 4de7 amb l'agulla. Aquest castell es descarregà per primera vegada l'any següent, a la vilafranquina muntanya de Sant Jaume.
Semblava que la colla es trobava en el camí d'una progressió imparable, però les temporades 1985 i 1986 foren d'estancament, tant en el nombre de gent com en els castells. Els primers castells de set no arribaren fins a la diada de Màrtirs Street, el primer dissabte d'agost. Era típica l'actuació de 3de7, 4de7, torre de 6 i pilar de 5. Al XI Concurs de Castells de Tarragona es provà per primera vegada el 5de7.
El 1987 era un any de clara davallada. Calia buscar un revulsiu. Amb pocs castellers, però molta experiència, es va plantejar un repte que semblava, d'entrada, un somni: el pilar de sis. Tot un estiu assajant diàriament portà als intents, no reeixits, dels dies 29 i 31 d'agost, de les Fires de Sant Sadurní i, com a culminació de tot aquell treball, a la inoblidable tarda-nit del 7 de novembre, en què es carregà aquell difícil pilar, que no es veia a Vilafranca des del 1972. Aquest fet suposà un rellançament dels Xicots.
El 1999 es van fer castells, es va fer colla i el món casteller es va sorprendre dels castells que van fer els Xicots de Vilafranca: cinc 4de8 descarregats, set torres de 7 descarregades. A més es van fer els dos primers intents de 3de8, i a final de temporada es va començar a assajar la torre de 8 amb folre.

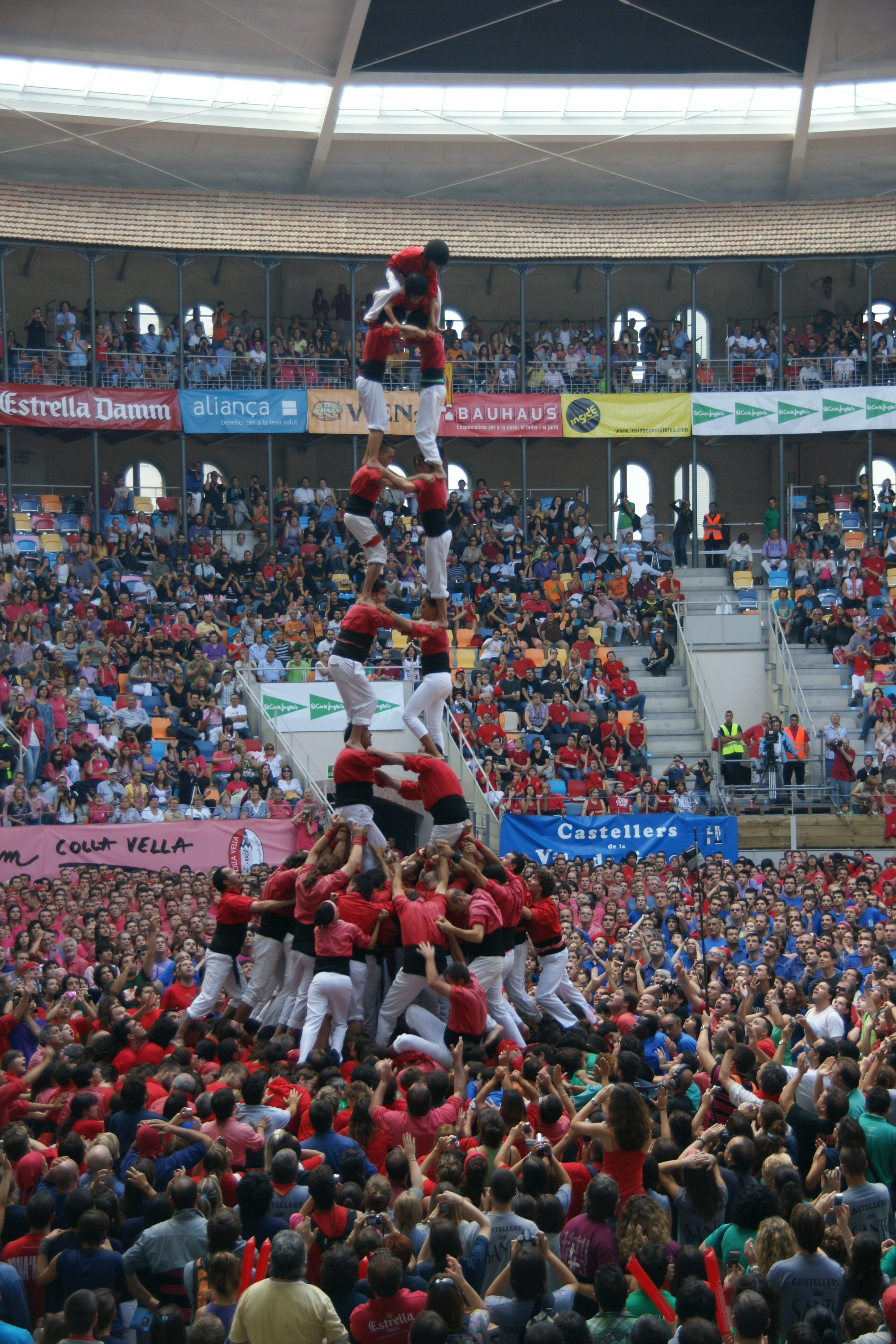
2 de 8 amb folre carregat pels Xicots de Vilafranca al XXIII Concurs de castells de Tarragona

El 2000 els vermells vilafranquins vam començar l'any de manera immillorable, completant el 4de7(a) ja per les festes de Sant Raimon, el 16 de gener. Però el més destacat de principis d'any és la decisió assembleària de canviar de local social. Els Xicots vam acordar abandonar el local del carrer Sant Raimon de Penyafort i traslladar-nos a la Plaça Milà i Fontanals, concretament on hi havia l'antic ferroveller de cal Requena. El nou local coincidia amb la plaça on la colla havia nascut 18 anys enrere. El 25 d'agost inauguraven el local, que prenia el nom de Cal Noi-Noi, al·ludint al nom amb què es coneixia popularment a principis de segle xx la taverna del Museu de Vilafranca, que fou nucli dinamitzador de la vida castellera a la vila.
En resultats castellers, el 2000 serà la millor temporada de la història dels Xicots. A la festa major de Vilafranca es va completar la torre de 7, el 4de8 i per primera vegada el 3de7 aixecat per sota. Però va ser al Concurs de Castells de Tarragona on la colla es va superar, i ho va fer per dues ocasions: primer carregant el 3de8, i després carregant la torre de 8 amb folre.
El 29 d'octubre van celebrar la Diada del Roser, i descarregar la torre de 8 amb folre. També hi van completar el 4de8 i carregar el 3de8. Amb aquesta temporada, els cronistes castellers van coincidir a qualificar els Xicots com la colla revelació de l'any. Des de llavors sempre han assolit, cada any, els castells de vuit. El 29 d'agost de 2004, a Vilafranca, els Xicots van descarregar per primera vegada el preuat 3de8.
A final de temporada, a la diada del Roser, es descarrega per primer cop la tripleta de castells de vuit: torre de vuit amb folre, quatre de vuit i tres de vuit. Una actuació que es va poder repetir en dues ocasions el 2005, per festa major i també el 12 d'octubre a Barcelona, i que van estar a punt de superar el 30 d'octubre per la diada del Roser, quan van fer el seu primer i de moment únic intent de castell de nou; un tres de nou amb folre que va quedar molt a prop de coronar-se i que va fer llenya quan la cassoleta ja era mig col·locada. Aquell 2005 també van batre el seu propi rècord de castells de vuit: vint de descarregats i tres de carregats.
El 2006 es va realitzar, també pel Roser, el primer intent de cinc de vuit, que va caure quan ja entraven les cassoletes, i va assolir la setena posició al concurs de Tarragona amb la seva millor actuació en un concurs: quatre i tres de vuit descarregats, i torre de vuit amb folre carregada. El 2007, els Xicots van celebrar el 25è aniversari completant la tripleta de vuit descarregada per festa major i sumant-hi pel Roser el pilar de sis carregat, culminant així l'any amb la millor actuació de la història de la colla.

### Falcons de Vilafranca
L'origen del fet falconer es troba en un moviment gimnasticoesportiu txec anomenat Sokol, que significa «Falcó». La Federació de Joves Cristians de Catalunya va iniciar unes activitats, entre elles hi havia la de «Falcons» basada en els Sòkols. Així naixeren diversos grups de falcons a Catalunya (actualment desapareguts) fins a l'any 1942 quan nasqué la colla dels Falcons de Llorenç del Penedès, que actualment encara existeix i que és la que presenta més similituds amb els Falcons originals.
Neixen el 1959 ja amb intencions de donar un gir als falcons tradicionals, deixant de ser tan gimnàstics per esdevenir més pròxims al fet casteller. Però no serà fins a l'1 de gener de 1960, que realitzen la seva primera actuació a la sala del Casino Unió Comercial. L'any 1962 s'introdueix el primer escut, que deu anys més tard fou substituït per un de més modern. I ja l'any 1975 s'adquireix la utilització del mocador casteller (vermell amb puntets blancs) fins a l'any 1980 que ja és substituït pel mocador verd amb puntets blancs, que perdura fins a l'actualitat i esdevé una peça identificativa.

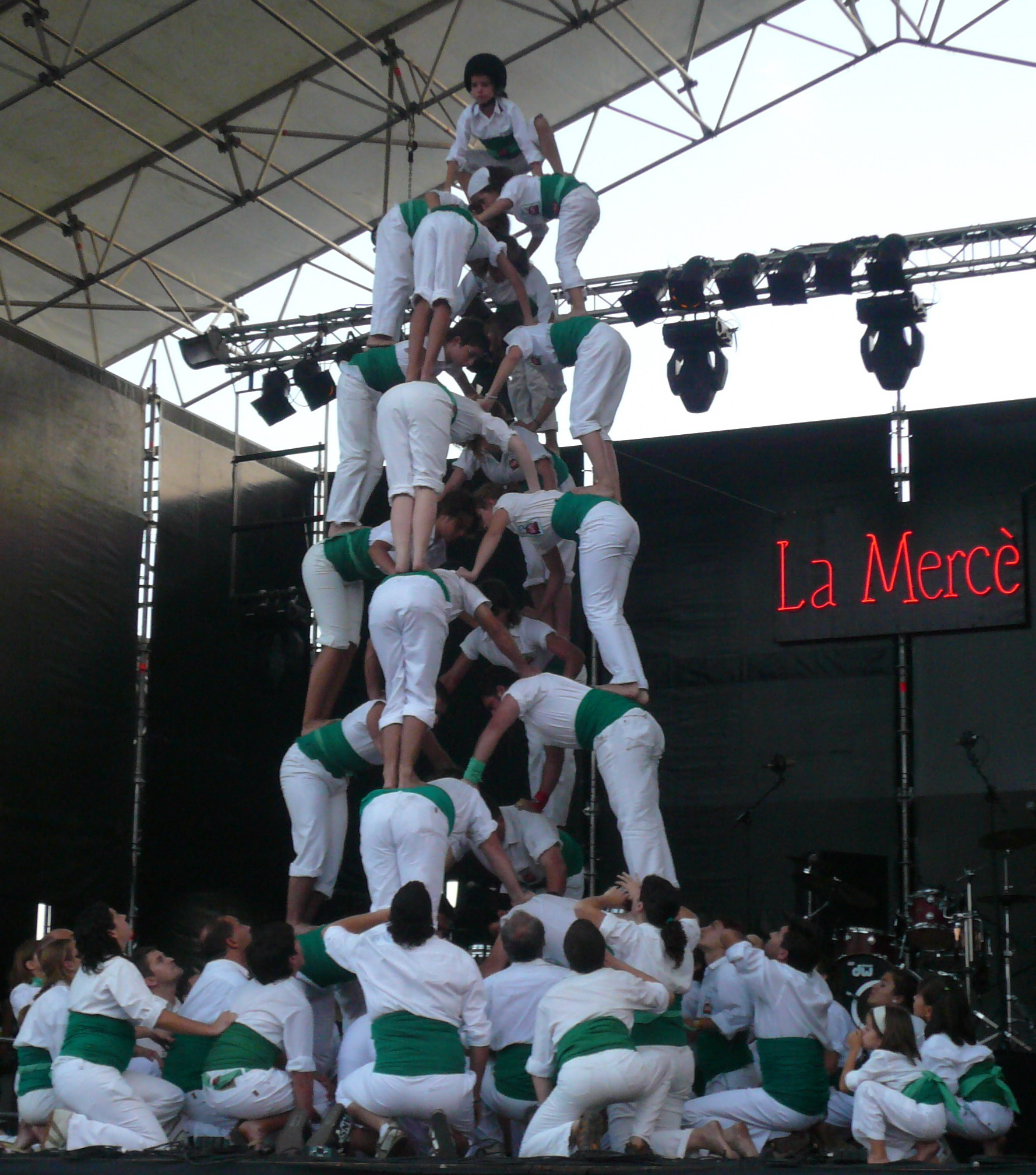
Pira 5-5 o pira d'onze dels Falcons de Vilafranca a la trobada Nacional de 2007, a Barcelona durant les festes de la Mercè. D'altres colles, com els Falcons de Llorenç del Penedès, anomenen pou (en comptes de pira) a aquesta figura.

L'any 1999, durant el 40è aniversari de la colla, s'inaugura a la plaça del Penedès de Vilafranca, un monument als Falcons. L'estructura representa la figura de l'Escala de 10, amb una faixa verda voleiant des de l'enxaneta fins a la base. Aquest monument va ser finançat gràcies a la col·laboració de particulars, empreses i entitats simpatitzants amb la colla.
Els 50è aniversari de la colla es van celebrar amb molt més èmfasi i durant tot el 2009. Al llarg de l'any es van realitzar diversos actes de celebració, culminant com sempre la temporada amb la festa final d'aniversari pel pont de desembre. Un dels actes que es va dur a terme va ser el de repetir l'actuació que havien fet el 1987. Els Falcons de Vilafranca van anar a Montserrat, van pujar fins al Gorro Frigi i allà hi van alçar un pilar de cinc. Es va preparar un concert extraordinari amb versions de les peces del repertori habitual, arranjades per a més instruments i interpretat per un grup de reconeguts músics del Penedès. Es va editar un CD amb aquestes peces anomenat Falconcert, i es va repetir el concert fins a quatre vegades.
L'any 2010 van rebre per part del Casino Unió Comercial el premi projecció 2009 en mèrit als 50 anys d'actuacions i contribuir amb la cultura i les festes populars i tradicionals de Vilafranca, Catalunya, Espanya i l'estranger. La colla es reunia a la plaça de la Vila per aquest motiu i allà van ser sorpresos per l'alcalde de Vilafranca, que els va comunicar que descobririen una placa de ceràmica en homenatge a les actuacions realitzades en aquella plaça pels Falcons de Vilafranca.

### Colla Jove Xiquets de Vilafranca
La Colla Jove Xiquets de Vilafranca neix a partir d'una acta fundacional que signen set persones, sis d'elles amb experiència directa de diversos anys en el món casteller, alguns d'ells en alguna de les colles ja existents a la vila. El primer que es fa és escollir una Junta Fundacional, elaborar uns primers Estatuts i presentar tota la documentació per a poder registrar legalment l'entitat al Departament de Justícia de la Generalitat de Catalunya. Aquesta primera Junta és presidida per Montserrat Vallès, amb una trajectòria de 12 anys fent castells i filla d'un experimentat casteller de pinya i l'Albert Hill ocupa el càrrec de Cap de Colla. Hill porta 27 anys fent castells com a casteller de tronc.
L'entitat es registra legalment en data 11 de maig de 2010 amb el número de registre 42520/1. La Colla Jove de Vilafranca ja té existència jurídica. Els Estatuts determinen aspectes com la denominació de la colla, el color de la camisa –blau cel- i el disseny de l'escut, entre d'altres.
El projecte s'havia començat a gestar a mitjans de febrer de 2010. Els sis castellers del nucli fundacional s'havien donat de baixa d'una altra colla de la ciutat i comencen a parlar, sense cap idea predefinida, del que pensen que hauria de ser una colla castellera del segle xxi, moderna i tradicional alhora, democràtica i oberta, amb una intenció clara de ser alternativa real i d'aconseguir un potencial social que ho permeti. Durant els primers mesos es parla amb molta gent i es detecta que hi ha cert espai per presentar, a la societat vilafranquina, penedesenca i al món casteller en general, una colla castellera amb un ideari propi, innovadora, potent, jove, desacomplexada i que doni aire fresc a l'afecció de casa nostra.
Malauradament, moltes de les converses dels primers mesos que transmeten una visió positiva d'aquesta idea no fructifiquen en incorporacions de persones físiques al nucli fundacional ni al projecte. Malgrat tot, aquest nucli continua treballant discretament, sense pressions externes ni cap mena d'urgència, mentre recull algunes primeres adhesions a la colla. Es van definint l'estratègia de marca i els passos a seguir per presentar la idea en societat. Comencen a sortir a la llum pública alguns detalls de la colla i, finalment, es fa una presentació oficial a l'afecció el dijous 13 de maig. Va despertar força expectació. La Colla Jove de Vilafranca ja tenia cares i idees exposades públicament.
Pocs dies després, divendres 28 de maig, engegaven els assaigs a la seu que ens acull, l'espai per a l'activitat cultural i associativa conegut amb el nom de l'Escorxador, a Vilafranca mateix. Al primer assaig hi assisteixen unes 25 persones, gairebé la meitat eren novelles en la pràctica dels castells i amb un denominador comú: molt joves. Durant els primers dos mesos ens mantenim amb un nombre d'assistents i socis que ronda els quaranta. Els castells de la Jove, a poc a poc, comencen a pujar.
A principis d'agost hi ha una entrada d'un grup de gent nombrós, amb certa experiència en construccions humanes. Pocs dies més tard, s'incorporen bastants joves i alguns excastellers que feia molts anys que no aixecaven castells. A primers de setembre la colla fa un assaig-taller de castells a Vallbona d'Anoia, on ja hi teníem contactes. Aquest assaig és considerat clau i marca un punt d'inflexió: la colla agafa certa embranzida, es produeix una gran sintonia entre tots els castellers i castelleres que fa pensar a fixar amb determinació una data per a la possible presentació a la plaça de Vilafranca, amb voluntat de portar-hi castells de set pisos.
El dia 8 d'octubre es fa l'acte de lliurament de camises, a l'Escorxador. És la primera vegada que es fa i és tot un èxit. Repartim un total de noranta-quatre camises als socis de la colla. El projecte, de mica en mica i sense encara haver fet cap castell a plaça, es va consolidant, sobretot socialment. Però en cap moment es deixen de banda els castells i, l'endemà, es fa un assaig amb camisa en una masia del Penedès, acompanyada d'un dinar i d'una festa. En aquest assaig es basteixen els primers castells amb camisa blau cel, tot i que no es computen al no haver estat assolits a plaça: un pilar de quatre caminant i un tres de sis.
A mitjan octubre, un cop es veu que la colla es va consolidant, s'adopta l'acord de Junta de sol·licitar formalment l'ingrés a la Coordinadora de Colles Castelleres de Catalunya.

## Gastronomia

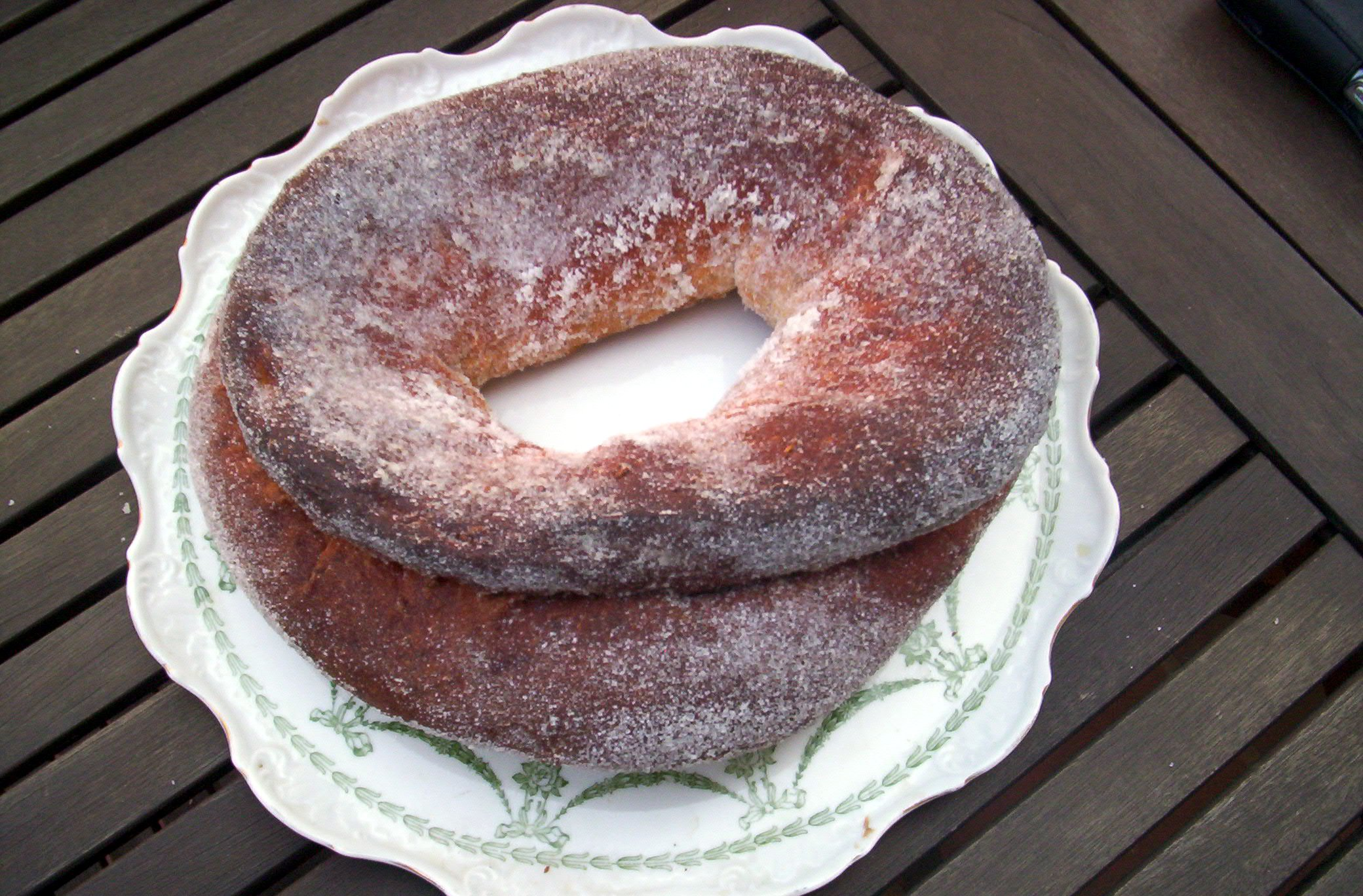
Coca garlanda, elaborada amb matafaluga

Entre altres menjars característics de Vilafranca es troben:
- La Coca garlanda, elaborada amb matafaluga.
- Les Catànies de Vilafranca, dolços preparats amb ametlles.
- El xató de Vilafranca, elaborat amb escarola, bacallà, tonyina, anxoves i olives arbequines

Salsa: all, pebre dolç, bitxo(opcional), oli d'oliva, vinagre i sal.
Coca Vilafranquina
El Penedès destaca pels seus excel·lents vins Denominació d'Origen Penedès, blancs, frescos, afruitats i de graduació, mentre que els negres són suaus, amb textura de vellut i amb caràcter. Els rosats també es mostren fragants i afruitats.

## Llocs d'interès

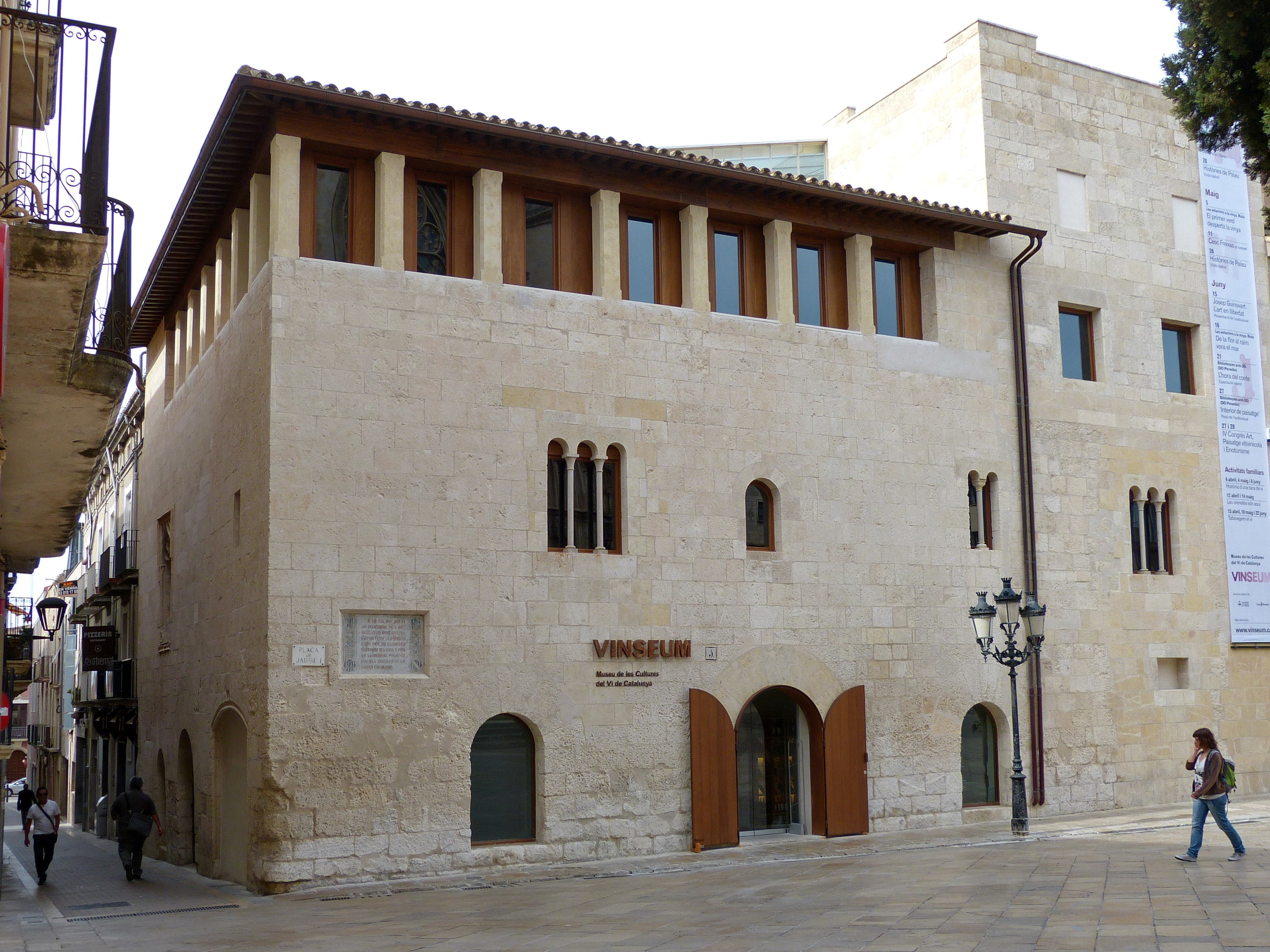
Palau Reial de Vilafranca del Penedès

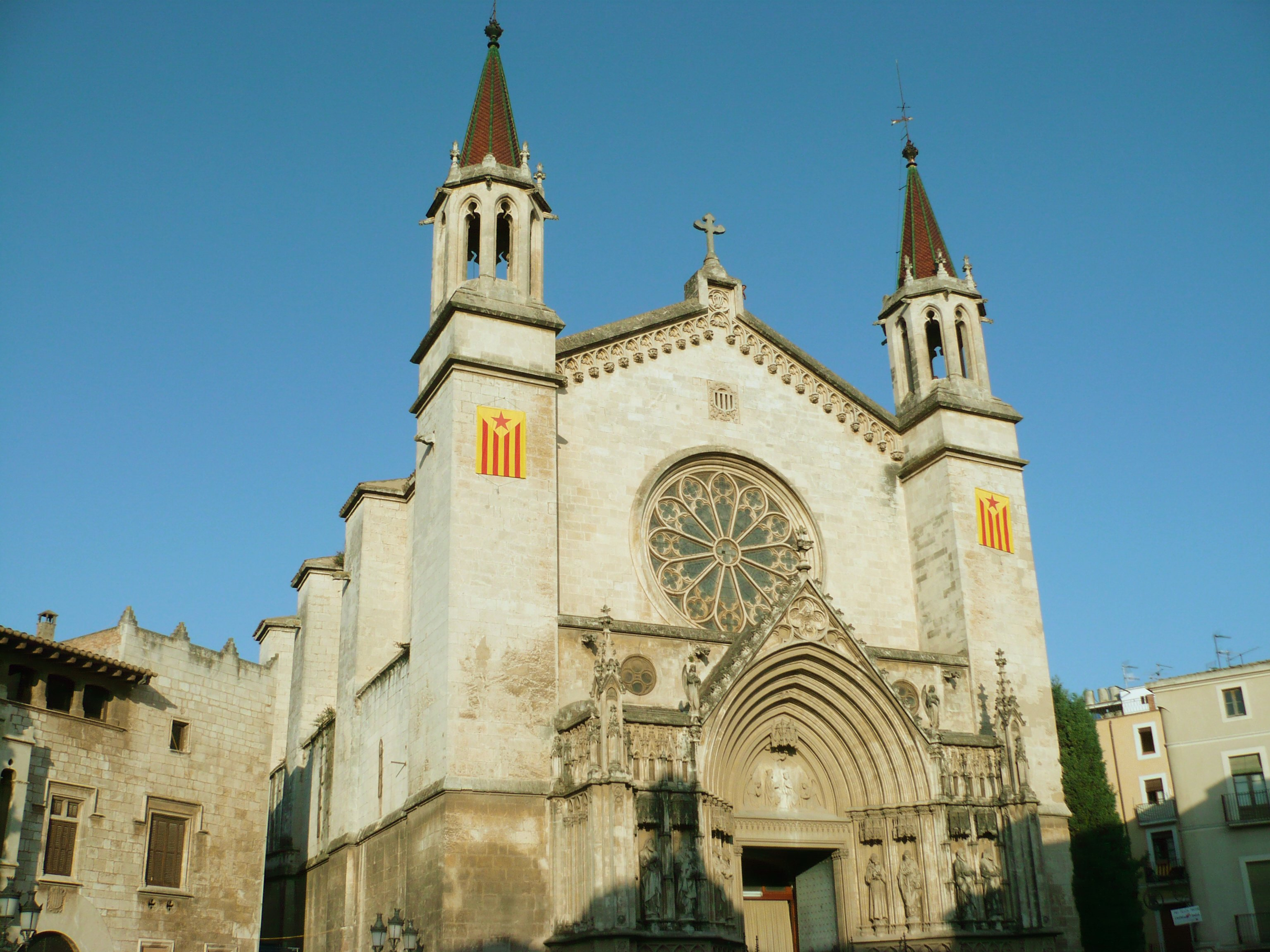
Basílica de Santa Maria

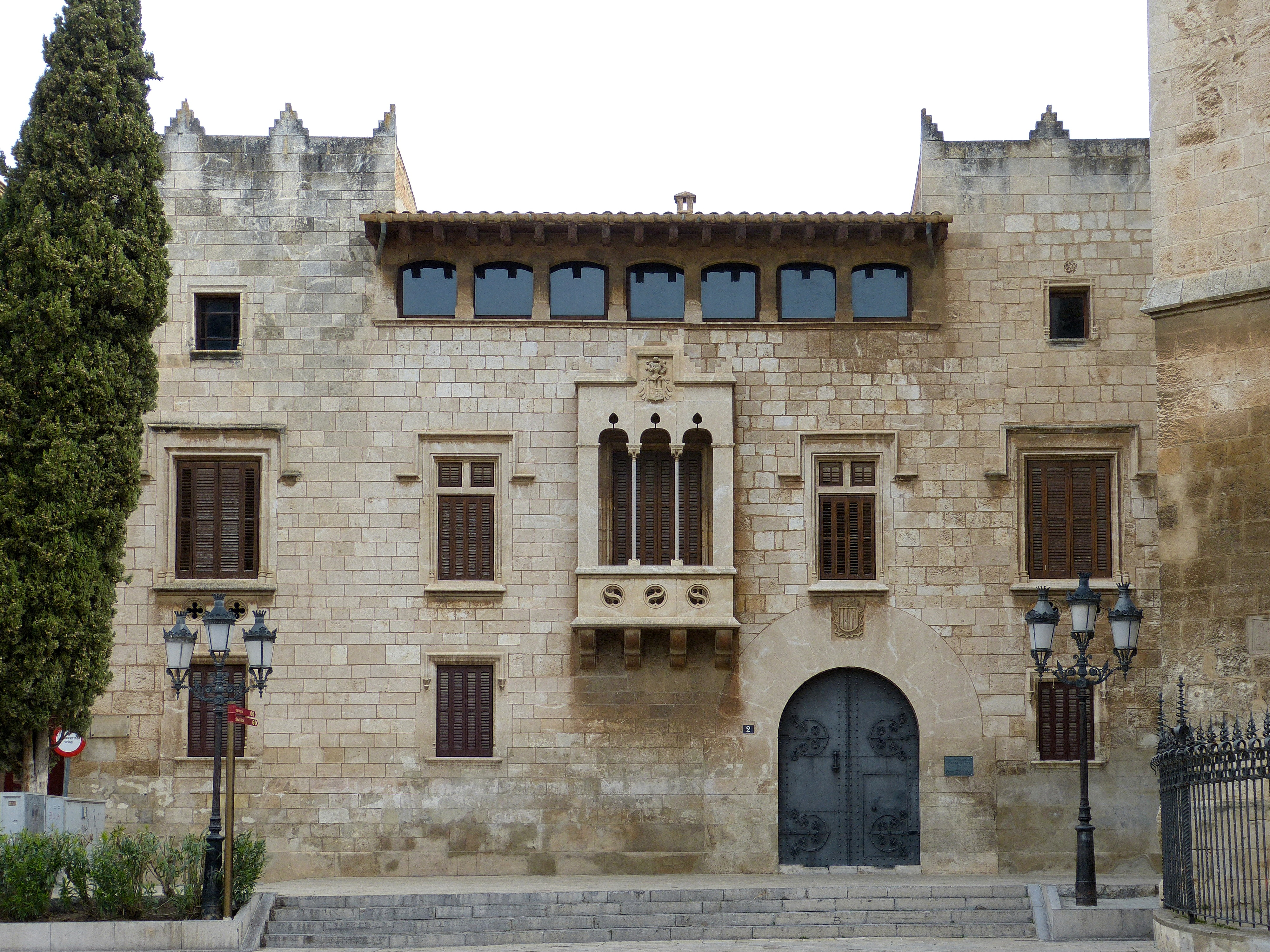
Palau Baltà de Vilafranca del Penedès

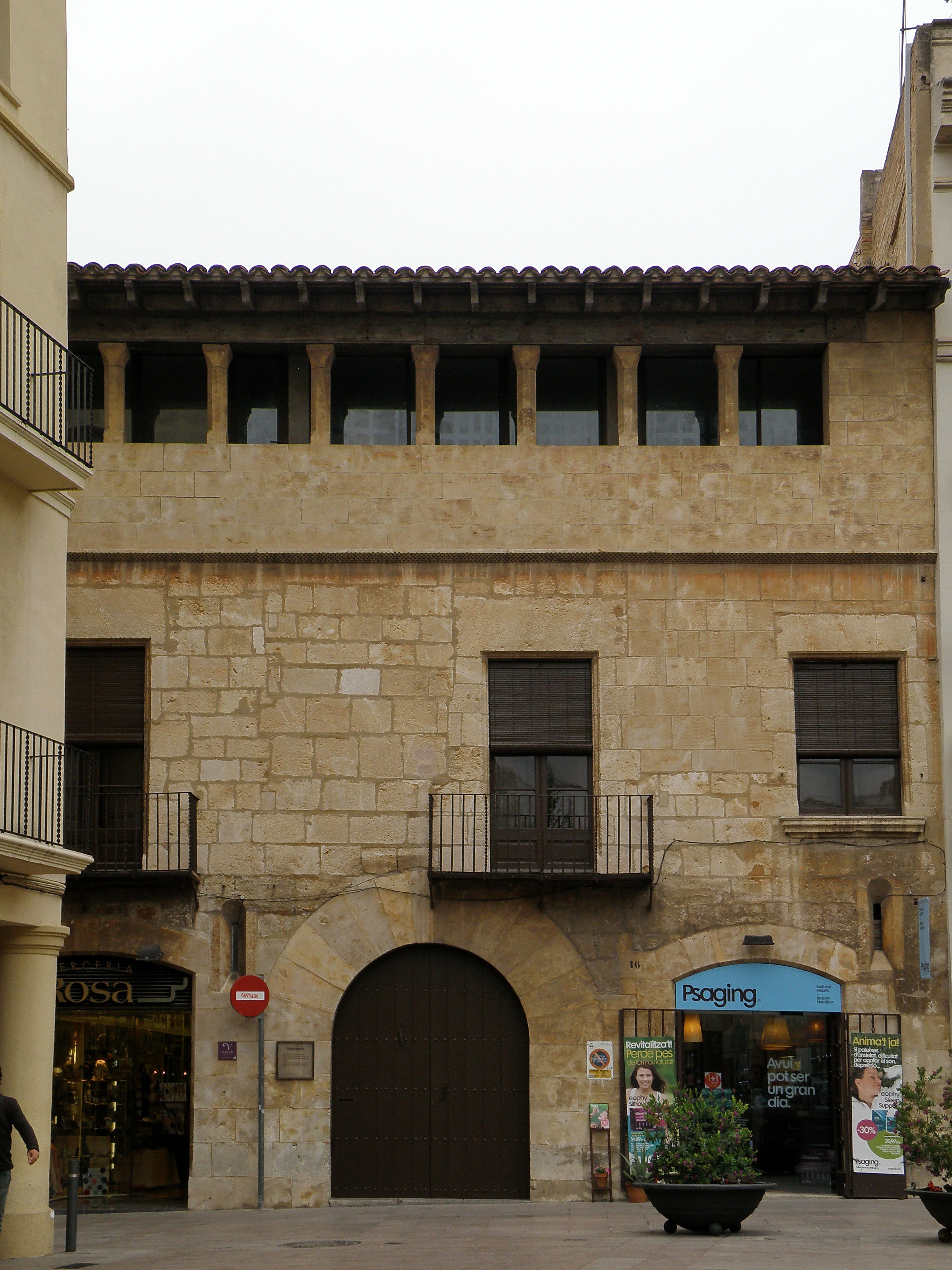
Palau Macià de Vilafranca del Penedès

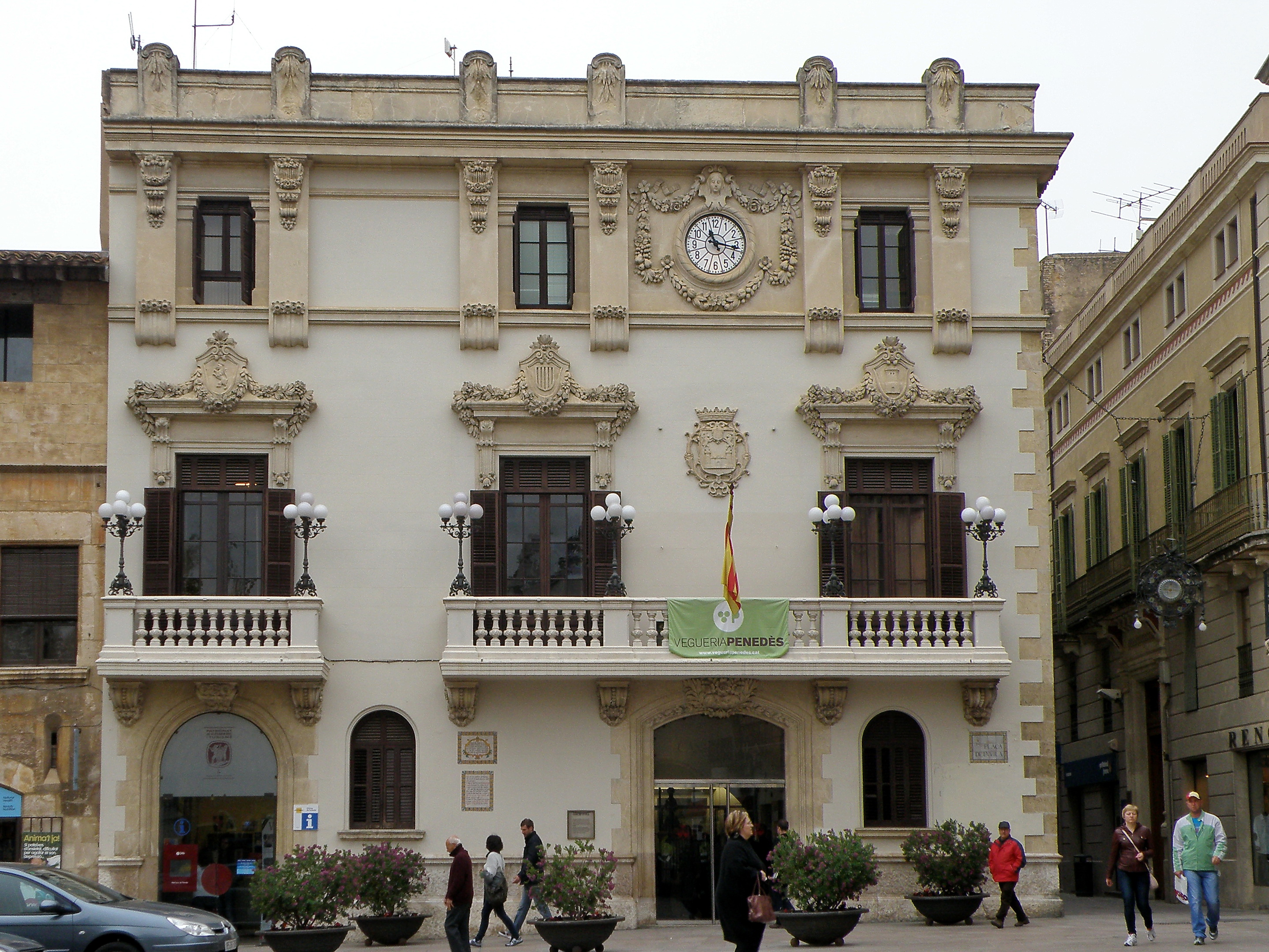
Casa de la vila de Vilafranca del Penedès

Hi ha un nombre notable d'edificis d'època medieval, un ampli centre força comercial. També hi ha edificis modernistes del pas del segle xix i al segle xx al llarg de les rambles de la vila, com la Casa Miró, la Casa Fortuny i la Casa Guasch. També hi ha mostres eclèctiques com la Casa Girona o la Casa Marcet.
És destacable el nucli antic de la vila, al voltant de la plaça de Jaume I, on es troben els edificis principals com l'església de Santa Maria, el Palau Reial, la Capella de Sant Pelegrí i la Capella dels Dolors, del segle xvii. L'església basílica de Santa Maria es va iniciar a final del segle xiii i és d'estil gòtic i d'una sola nau. Al Palau Reial actualment s'hi troba el VINSEUM, el Museu de les Cultures del Vi de Catalunya.
A la plaça de la Vila s'hi pot trobar l'església de Sant Joan que és d'estructura gòtica i té mostres tardanes de tradició romànica. En aquesta mateixa plaça hi ha la Casa de la Vila, d'arquitectura modernista. A les dues rambles, la de Nostra Senyora i la de Sant Francesc, i als carrers General Prim i Hermenegid Clascar, s'hi poden veure algunes de les mostres del millor modernisme a la vila.
A la plaça de la Vall del Castell es troba la Casa de la Festa Major de Vilafranca del Penedès.
- Cementiri de Vilafranca del Penedès. Al barri de l'Espirall, s'hi troba el cementiri, inaugurat el 1839, amb interessants panteons d'estil neogòtic i modernista, on estan enterrats personatges com Eugeni d'Ors i Manel Milà i Fontanals. El cementiri es va construir en un solar que ocupava l'antic convent dels caputxins, que va passar al municipi cedit per l'Estat l'any 1837, a conseqüència de la desamortització de Mendizábal. El cementiri és de planta rectangular i està format per un conjunt de construccions funeràries, jardins i una capella pública. Arquitectes de renom com ara Santiago Güell, August Font, Leandre Albareda o Antoni Pons van dissenyar alguns dels panteons, i escultors com en Rafael Atxé hi tenen obra, una bona mostra de la posició social de les diferents persones i famílies que hi són enterrades. El cementiri municipal de Vilafranca del Penedès forma part de l'ASCE, Associació Europea de Cementiris Significatius. S'hi realitzen visites guiades.
- Palau Reial: El palau Reial de Vilafranca del Penedès és una construcció de l'època de Pere II el Gran, d'entre els segles xii i xiii. La façana principal està formada per dos paraments de pedra de diferents alçades, un en forma de torre amb coronament llis i l'altre amb una barbacana de fusta. L'aspecte que presenta avui el Palau Reial de Vilafranca ve condicionat per les reconstruccions, ampliacions i restauracions que es van produir durant el segle xx amb l'objecte d'adaptar la casa senyorial, que pertanyia a la família Álvarez-Cuevas, al que és avui el VINSEUM, Museu de les Cultures del Vi de Catalunya. En les mateixes dependències del VINSEUM es troba la capella de Sant Pelegrí, documentada des del 1334 i que formava part del primer hospital de l'orde dels trinitaris a Vilafranca.
- Basílica de Santa Maria. És el primer edifici parroquial de Catalunya edificat en estil gòtic i segueix les pautes constructives de les esglésies catalanes de nau única: coberta amb voltes de creueria, però amb una àmplia nau de cinc trams i cinc capelles laterals separades per uns contraforts excepcionalment gruixuts. És un edifici gòtic construït sobre una antiga capella romànica. La façana principal es va iniciar al segle xv seguint les pautes del gòtic, però ha sofert al llarg de la història diverses intervencions, la més recent de les quals es va produir a començaments del segle xx. Actualment el campanar de Santa Maria, la cripta i l'interior de l'església es poden visitar. Es realitzen activitats per poder gaudir de la posta de sol des del campanar.
- Palau Baltà és un antic casal gòtic bastit per Francesc Babau el 1308, però reformat l'any 1522 i restaurat posteriorment per August Font l'any 1889. És un edifici que segueix l'estructura de les cases senyorials gòtiques, amb el pati central que actua com a nucli distribuïdor de les sales de la casa amb l'escala característica, que actualment resta coberta, i la galeria d'arcs apuntats. L'any 1889, l'arquitecte vilafranquí August Font el va restaurar i va introduir nous elements a l'edifici, dels quals destaca la tribuna de la façana principal.
- Cal Gomà (segle xv-xvi) va ser la casa pairal del bisbe Torras i Bages i s'aixeca dins l'antic recinte emmurallat de la ciutat, sembla que molt a prop d'on s'emplaçava el call jueu. És un edifici coronat per una característica galeria d'arcs rebaixats. A l'interior, conserva unes arcuacions gòtiques a la planta baixa i una finestra coronella de tres arcades. L'edifici acull actualment la biblioteca municipal Torras i Bages.
- Església i Convent de Sant Francesc o Antic Casal Vilafranquí. L'església de l'antic convent dels franciscans, del qual només s'ha conservat el claustre, és un sobri edifici gòtic de finals del segle xiii d'un gran valor arquitectònic, artístic i històric, que esdevingué el panteó de nobles il·lustres de Vilafranca i del Penedès. És un sobri edifici gòtic de finals del segle xiii que reuneix tot un conjunt d'elements que s'han definit com a base de l'arquitectura gòtica catalana. La façana principal és molt austera i es compon bàsicament d'una portalada de mig punt, d'origen romànic. L'espai interior està distribuït en una sola nau amb un absis quadrat que indica una clara influència cistercenca, adoptada posteriorment pels ordes mendicants com ara els franciscans.
- Palau Macià és una casa senyorial del segle xv que probablement va formar part d'un gran casal gòtic, juntament amb l'actual Casa de la Vila (Ajuntament de Vilafranca). La casa conserva l'estructura gòtica del pati, actualment cobert, amb l'escalinata i la galeria d'arcades de mig punt.
- L'Església de la Trinitat és única a Vilafranca per ser un edifici de transició del gòtic al Renaixement. Construïda l'any 1578, s'estructura en una sola nau, una volta de canó lleugerament apuntada i cinc capelles laterals per banda. L'església de la Santíssima Trinitat i les dependències que resten de l'antic convent dels trinitaris conformen un conjunt arquitectònic on s'observen les progressives transformacions i ampliacions de les dependències conventuals i de les construccions complementàries. Es realitzen visites guiades a l'església i al campanar neogòtic.
- La Capella de Sant Joan la va construir a començaments del segle xiv l'orde militar dels hospitalers de sant Joan de Jerusalem. La façana principal presenta una porta de mig punt amb reminiscències romàniques, formada per arquivoltes amb columnes i capitells, un rosetó gòtic i un campanar de planta octogonal iniciat a finals del segle xvi. A la paret de migdia, que dona a la plaça de Sant Joan, es troba una porta tapiada de traça romànica que probablement era la portalada de l'antiga capella dels hospitalers. L'interior de la capella és de planta rectangular amb un absis de forma poligonal. La construcció és robusta i d'estil gòtic sense ornaments escultòrics, seguint una clara influència del Cister.
- La Casa de la Vila és un edifici públic d'origen medieval construït a càrrec de Santiago Güell i Grau, que consta de dos pisos i golfes. La façana va ser remodelada l'any 1912 i ordenada asimètricament amb elements florals modernistes. Els balcons presenten i fanals balustrades de peu de llums rodons. A la part superior de la façana destaca un rellotge emmarcat per unes garlandes de fruites i flors classicistes. Actualment és usada per l'Ajuntament de Vilafranca del Penedès.
- La Casa Guardiet-Berrozque és una casa d'arrel medievalista construïda per Eugeni Campllonch i Parés el 1909, on s'incorporen elements rellevants: la tribuna del xamfrà, els balcons de la segona planta, la forma lobulada de les petites finestres de les golfes i la línia ondulada del coronament. A l'interior es conserva una barana de ferro forjat molt vistosa.
- La Fàbrica de Licors i Caves Mascaró és un edifici de les Caves Mascaró, construït per Santiago Güell i Grau, 1912. Situat al primer tram de l'eixample vilafranquí, exemple del modernisme tardà. Consta de quatre trams, un de planta baixa, un altre de planta baixa i dos pisos, un de planta baixa i pis, coronats per una sanefa, i un últim de planta baixa i pèrgola superior. El més interessant és la potent ornamentació floral que s'escampa per les obertures i el traçat de garlanda, de tradició clàssica.
- La Farmàcia Guasch és una casa amb la façana molt ornamentada amb temes naturalistes sobre les obertures. Construïda per Santiago Güell i Grau, 1905. Al primer pis, les portes del balcó d'arc de mig punt tenen unes persianes amb gelosia radial. Al pis superior es poden veure tres finestres en forma d'ull de bou ovalat. La barana del primer pis és de ferro forjat i té forma bombada i, la barana del terrat, és de perfil arrodonit. A l'interior destaquen la sala principal i la galeria que dona al pati.
- Cal Figarot. Per primera vegada a Vilafranca s'incorporen elements medievalistes en una edificació particular. En aquest edifici destaquen la balconada seguida, amb cinc portals de falsos arcs ogivals a la façana principal, el vestíbul, l'escala principal, algunes de les sales interiors i el gran jardí també interior. Aquesta obra va tenir una repercussió urbana important i més tard va influir en altres construccions vilafranquines. Construïda l'any 1888 per agost Font i Carreras. Actualment és la seu dels Castellers de Vilafranca.
- El Mercat de Gallines i Menuts és un edifici públic construït l'any 1913 per Santiago Güell i Grau com a mercat de gallines i menuts i que més tard es va utilitzar com a mercat del peix. Té una planta hexagonal adaptada al desnivell del terreny i una coberta de pavelló. Les finestres estan emmarcades per un perfil de maó vist, propi dels edificis industrials modernistes. Actualment és la Casa de la Festa Major i acull una exposició permanent de les figures i els elements folklòrics de la festa.
- Asil Inglada Via. Santiago Güell i Grau concep una de les obres més interessants del modernisme vilafranquí i que no té precedents ni en l'obra de l'arquitecte ni en l'arquitectura de la ciutat. La façana es presenta totalment plana, amb absència de volums i amb tendències neogòtiques. És remarcable l'ús del maó vist que s'aplica com a ornamentació geomètrica. Té gran interès l'estructuració funcional de l'edifici, que organitza la planta principal a través d'un vestíbul central i passadissos al voltant del pati. Construïda l'any 1914. Actualment és una residència.
- La Casa Miró és una casa construïda per Santiago Güell i Grau l'any 1905 que consta de planta baixa, pis, golfes, terrat i un jardí posterior. La façana té una composició asimètrica amb obertures d'arc rebaixat. Al pis s'hi pot veure un finestral i un balcó partit per una columna amb capitell floral. Les golfes es divideixen en dues zones: una, amb una finestra vertical i l'altra, amb tres petites finestres ovalades sobre les quals se situa el terrat. La Casa Miró és una de les millors obres del modernisme vilafranquí.
- La Casa Elias Valero és un edifici construït per Santiago Güell i Grau l'any 1910 de dos pisos i una torre amb teulada de pavelló situada en una de les cantonades. Hi destaquen el balcó corregut de quatre portals al primer pis i els quatre grups de finestres geminades, així com els balcons i les terrasses a la façana lateral. La casa respira un aire medievalista, encara que les puntuals decoracions florals en relleu són una mostra del modernisme. Actualment és propietat de la Fundació Pinnae.

## Equipaments i serveis

### Mitjans de comunicació locals
Els principals mitjans de comunicació de la ciutat són les emissores Vilafranca TV, Cadena SER Penedès-Garraf, Ràdio Vilafranca i Vilafranca Televisió (SERCOM SL). En premsa escrita destaquen El 3 de vuit, El cargol, El Punt Avui - edició Penedès, L'Extra i La Fura. El diari web Penedès Digital també compta amb una edició local.

### Equipaments esportius
Vilafranca compta amb diversos serveis a l'abast de tothom que practiqui l'esport amb tres camps poliesportius (dos d'ells gespa artificial i un de gespa natural), un gran Complex Aquàtic amb Gimnàs Municipal, un Pavelló Firal (ús esportiu), un Pavelló Poliesportiu Nou, Pavelló Poliesportiu d'Hoquei i una Pista Poliesportiva coberta annexa al Pavelló d'Hoquei. En la dècada de 1920 a les carreteres que l'uneixen amb Santa Margarida i els Monjos i la Múnia es disputà el Gran Premi Penya Rhin d'automobilisme.
Els dos camps de la zona esportiva estan en mans de la Fundació Atlètic Vilafranca, mentre que el de l'Espirall està en mans del Club Futbol Base Marc Bartra, que ja té dos camps més a dos altres municipis del Penedès (Sant Jaume dels Domenys i Banyeres del Penedès).
El Club Tennis Vilafranca es va fundar el mes d'agost de l'any 1970, afiliant-se a la federació el 1973. Les instal·lacions del club s'ubicaren a la zona de la Pla dels Cavalls al municipi de Pacs del Penedès, constituint-se una Societat Anònima anomenada INDEPESA propietària d'aquests. Aquesta societat quedà constituïda l'11 de gener de 1973. El dia 20 de juliol de 1974 s'inauguraren les instal·lacions del Club Tennis Vilafranca. Les instal·lacions compten amb 11 pistes de tennis, 2 d'esquaix, sauna, gimnàs, 2 piscines, una pista poliesportiva i un parc infantil. Des de l'any 1995 el club organitza un Torneig Internacional ATP de tennis. A les instal·lacions s'hi va celebrar el Circuit Catalunya 2006.
- FC Vilafranca
- Club Patí Vilafranca

### Equipaments sanitaris

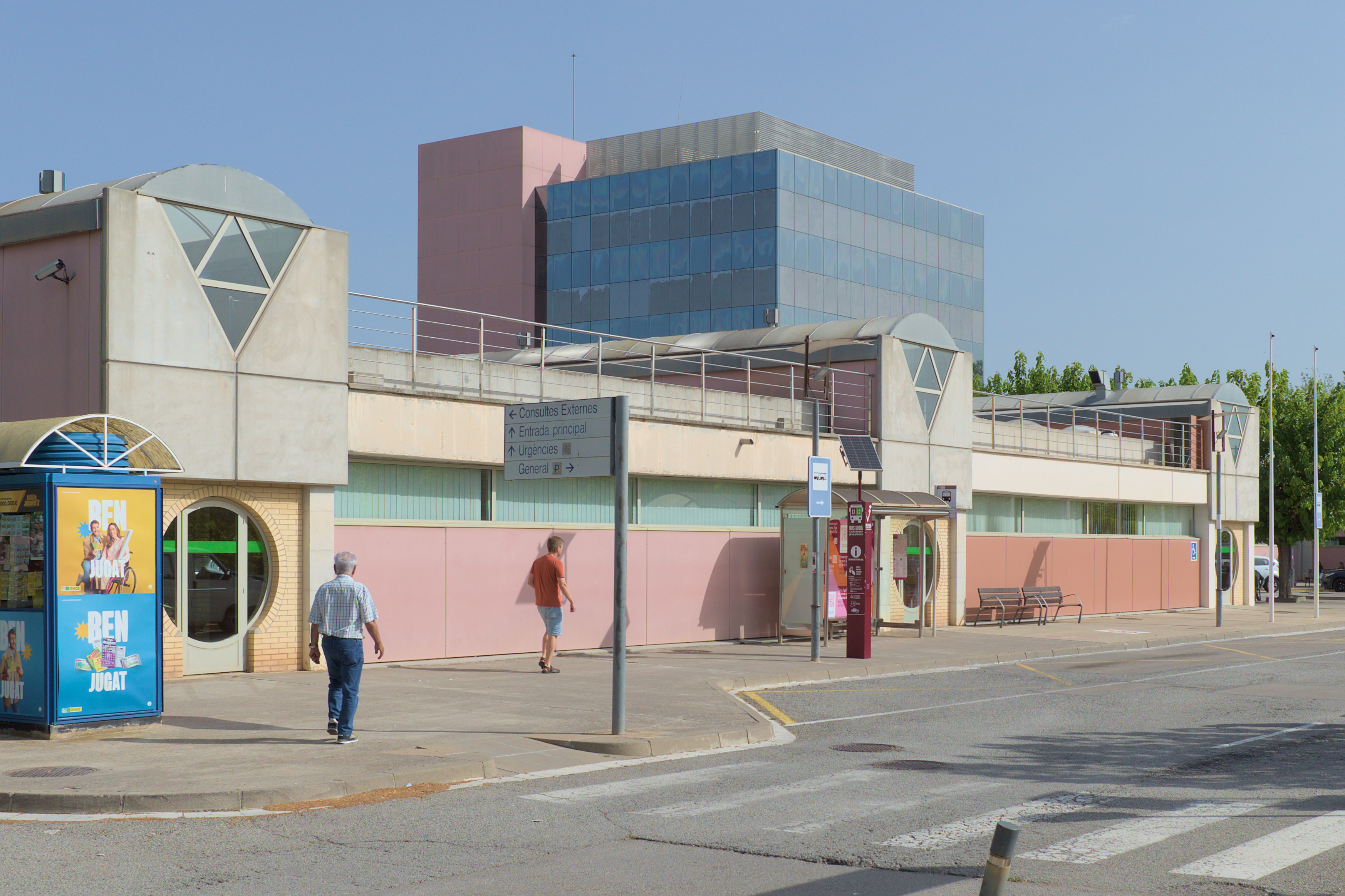
Hospital Comarcal de l'Alt Penedès

Vilafranca destaca pel seu Hospital Comarcal de l'Alt Penedès al barri de l'Espirall.
També consta de dos CAP: un al barri del centre (CAP CENTRE) i l'altre al barri de l'Espirall (CAP NORD).

### Mercats
Vilafranca compta amb tres mercats destacats pels diferents barris de la ciutat: el Mercat Municipal Sant Salvador, el Mercat Municipal de la Pelegrina i el Mercat de la Carn. Aquest darrere disposa de restaurant de qualitat 'El Cigró d'Or' per degustar els menjars típics de Vilafranca i el Penedès.
A més, també cal afegir-hi el mercat setmanal que es produeix cada matí a la plaça de la Vila i el mercat dels dissabtes, on venen a més a més de les parades locals, venen dels municipis del Penedès.

### Equipaments culturals municipals
- La Biblioteca Torras i Bages de Vilafranca del Penedès, és una biblioteca pública, que com a tal, facilita l'accés a la informació, a la cultura i al lleure de manera lliure i gratuïta a tots els ciutadans i ciutadanes de la seva comunitat. Té voluntat de ser un espai obert a tothom, a totes les cultures i per a totes les edats.
- La Capella de Sant Joan és una sala d'exposicions destinada a acollir exposicions de gran format i de caràcter divulgatiu organitzades per entitats de la ciutat i per diferents institucions públiques i privades. Té una superfície de 175 metres quadrats (35 metres lineals, aproximadament)
- La Sala dels Trinitaris
- Claustre de Sant Francesc
- L'Arxiu històric i administratiu de l'Ajuntament de Vilafranca consta de llibres de notaries, jutjats, institucions i particulars que hi han dipositat els seus fons. Ofereix la possibilitat de consultar fons i reproduccions dels originals que no tinguin cap restricció legal.

### Infraestructures i transport
Vilafranca té unes dimensions que permet la seva visita a peu, però existeixen tres línies de bus urbà. És una de les millors opcions per moure's per la ciutat.
- La Línia 1, (color vermell), connecta l'Hospital Comarcal amb l'estació de bus i amb altres punts de Vilafranca, com el centre sociosanitari Ricard Fortuny.
- La Línia 2, (color verd), connecta l'Hospital Comarcal amb l'estació de tren, amb la Zona esportiva i amb altres punts de Vilafranca.
- La Línia 3, (color blau), connecta l'Hospital Comarcal amb el centre de la vila, amb les estacions de bus i tren, i amb altres punts de Vilafranca.

L'estació de Vilafranca del Penedès està situada a la plaça de l'Estació. Forma part de la línia R4 de Rodalies Renfe, entre Manresa i Sant Vicenç de Calders.
Amb la construcció de la línia d'alta velocitat Madrid - Saragossa - Barcelona - Frontera Francesa, que passa pel mig de la població, s'han soterrat les vies de ferrocarril d'alta velocitat i la línia fèrria de Martorell a Tarragona. Aquestes obres permeten la futura construcció d'una rambla, a més de la construcció del nou edifici de l'estació. Actualment l'antic edifici continua amb les seves funcions habituals i dona accés a les noves andanes soterrades.
L'estació no ha estat habilitada perquè hi puguin parar trens d'alta velocitat, però queda pendent la construcció d'una segona estació als afores de la ciutat (entre Vilafranca i la Granada) anomenada estació de Vilafranca | TAV on pararan trens d'alta velocitat regionals.

## Comunicacions

### Carretera
Vilafranca és un punt estratègic respecte de les comunicacions que, des del pla de Barcelona i el Baix Llobregat, s'adrecen cap al sud. Actualment les comunicacions que passen per la ciutat són la carretera N-340 que comunica Barcelona amb Tarragona, la C-15 que comunica el Garraf amb Igualada, l'autopista AP-7 que va des de la Jonquera a Alacant.

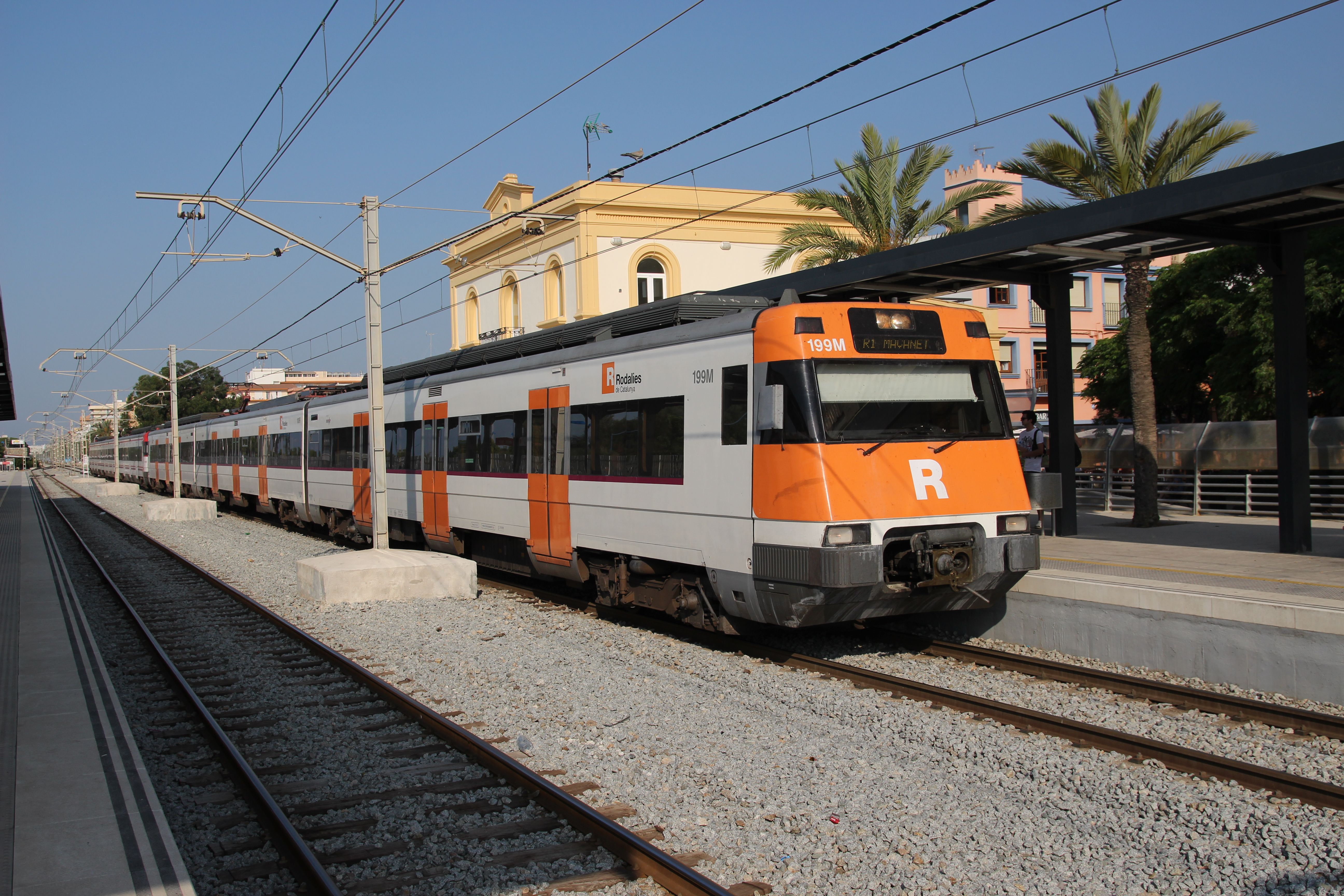
Unitat 447 de Rodalies de Catalunya, habitual en el servei Vilafranca a Barcelona i Manresa.

### Ferrocarril

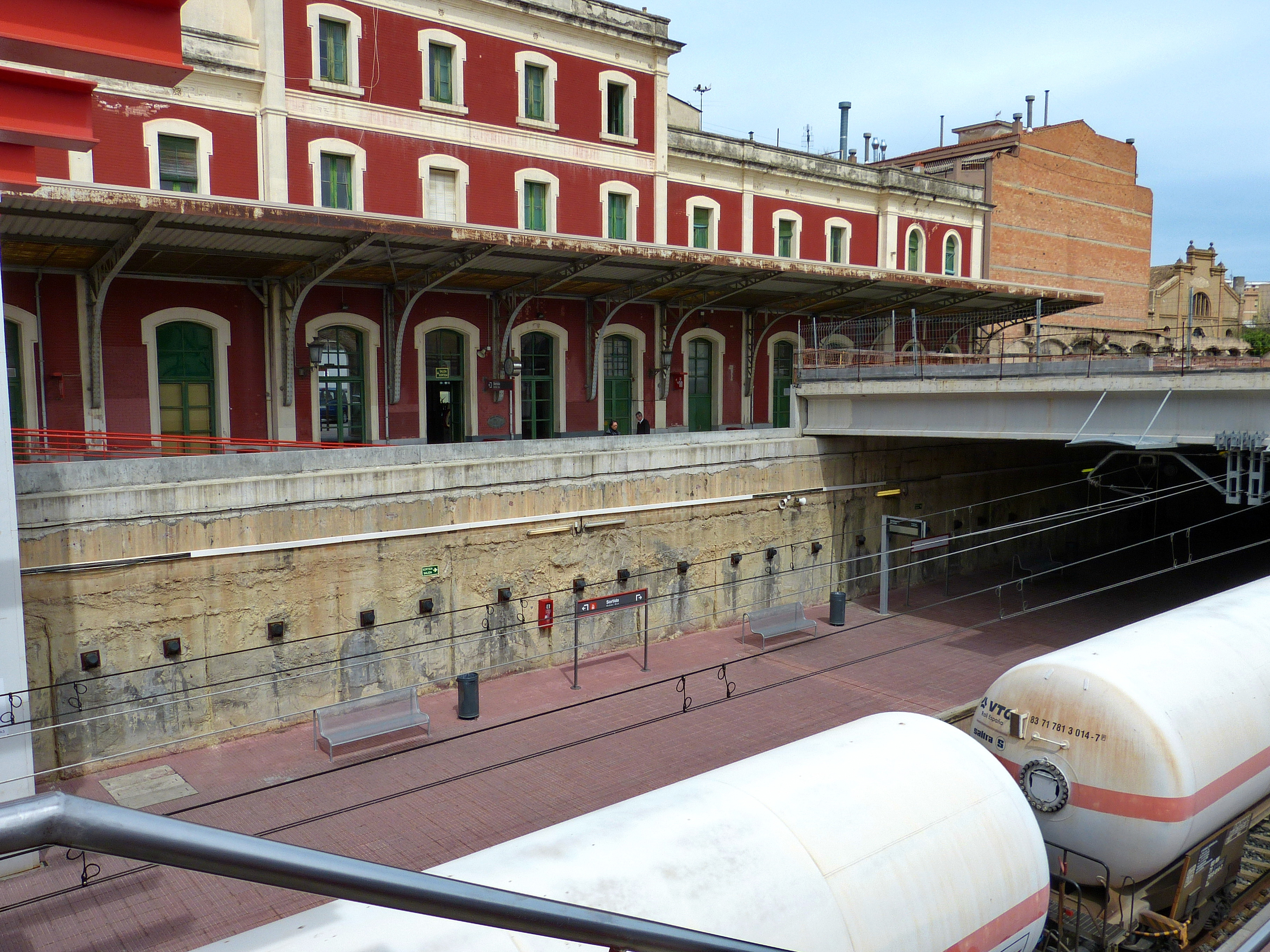
Estació de Ferrocarril de Vilafranca del Penedès

El ferrocarril va arribar a Vilafranca el 1865 gràcies a la línia fèrria de Martorell a Tarragona que actualment hi dona servei Rodalies Barcelona amb la línia 4 o de l'interior i que uneix Sant Vicenç de Calders (el Vendrell, Baix Penedès) amb Manresa (Bages) via l'estació de Vilafranca del Penedès.
Amb la construcció de la línia d'alta velocitat Madrid - Saragossa - Barcelona - Frontera Francesa, que passa pel mig de la població, s'ha soterrat les vies de ferrocarril d'alta velocitat i la línia fèrria de Martorell a Tarragona, permeten la futura construcció d'una rambla, a més de la construcció del nou edifici de l'estació de Vilafranca del Penedès, actualment la instal·lació està composta per l'antic edifici de l'estació (que continua amb les seves funcions habituals, ja que encara no ha estat reemplaçat) i les noves andanes soterrades. L'estació no ha estat habilitada perquè hi puguin parar trens que passen per la L.A.V. però queda pendent la construcció d'una segona estació als afores de la ciutat (entre Vilafranca i la Granada) anomenada estació de Vilafranca | TAV on pararan trens d'alta velocitat regionals.

### Autobús
Vilafranca disposa d'una estació de busos amb connexió amb les següents ciutats i pobles.
- Hispano Igualadia (Servei comarcal): Santa Fe, Sant Martí Sarroca, Pontons, Sant Quintí de Mediona, Pontons, les Cabanyes, Vilobí, Sabanell, la Granada, Sant Joan de Mediona, Can Cartró, el Pla.
- Hispano Igualadina (Servei nacional): Barcelona UB, Barcelona Sants, Reus, Valls, Igualada, Falset, Móra la Nova, Móra d'Ebre, Flix, el Vendrell, Monestir de Montserrat, Capellades, Montblanc, Juneda, Torregrossa, Vimbodí, Gandesa.
- Hispano Igualadina (Servei estatal): Alcanyís.
- ALSA (Servei nacional): Tarragona, Barcelona, Alacant, Castelló, València.
- ALSA (Servei estatal): Albacete, Almeria, Còrdova, Màlaga, Sevilla, Granada.
- La Plana: Vilanova i la Geltrú, Sitges.
- El Vendrell: Sant Sadurní, Lavern, Sant Pau d'Ordal, Ordal.

Nitbus

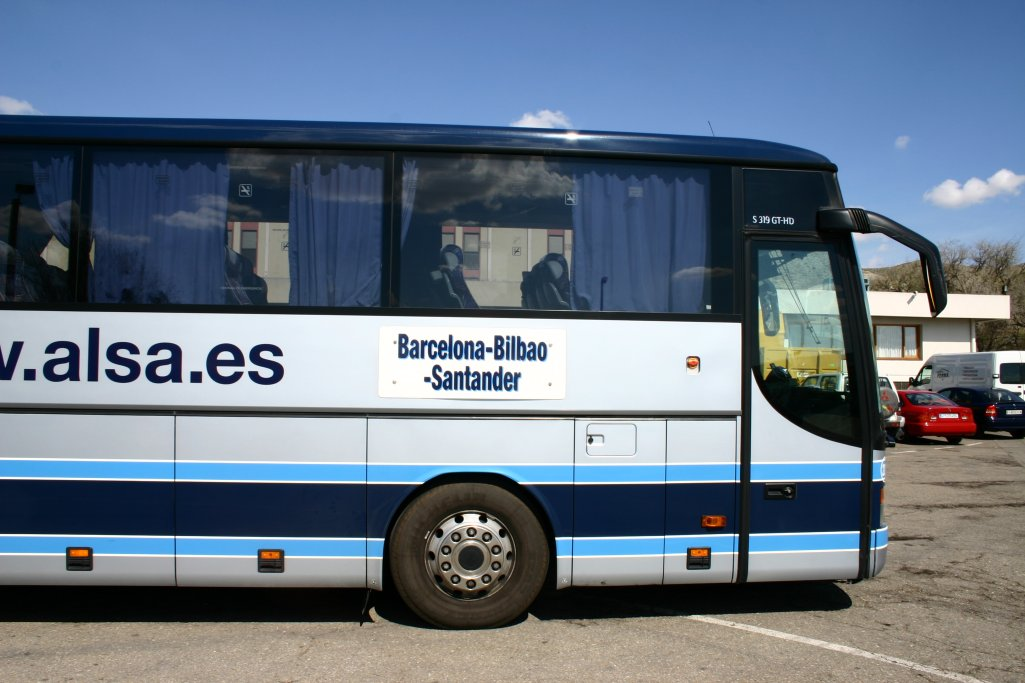
Autobus ALSA que uneix Vilafranca amb ciutats del sud d'Espanya.

- N30: Vilafranca - Vilanova - Sitges - Barcelona
- N31: Vilafranca - Cubelles - Vilanova - Sitges - Barcelona
- N40: Vilafranca - Sant Sadurní - Barcelona

## Fills il·lustres de la ciutat
- Maria Ràfols i Bruna (1781-1853), religiosa, cofundadora de les Germanes de la Caritat de Santa Anna
- Manuel Milà i Fontanals (1818-1884), filòleg, erudit i escriptor
- Francesc Xavier Llorens i Barba (1820-1872), filòsof i professor, fundador de l'Escola de filosofia de Barcelona
- Josep Morgades i Gili (1826-1901), bisbe de Vic i Barcelona
- Gaietà Vidal i de Valenciano (1834-1893), escriptor i advocat
- Eduard Vidal i de Valenciano (1838-1899), dramaturg i polític
- Santiago Güell i Grau (1869-1955), arquitecte
- Ferran Via i Freixas (1884-1970), pianista, deixeble predilecte d'Enric Granados.
- Albert Bonet i Marrugat (1894-1974), canonge de Barcelona i fundador de la Federació de Joves Cristians de Catalunya
- Ferran Calvet i Prats (1903-1988), bioquímic i professor
- Anna Maria de Saavedra i de Macià (1905-2001), poeta, escriptora i traductora
- Dolors Calvet i Prats (1907-1988), pianista
- Pere Grases i González (1909-2004), escriptor i filòsof
- Fra Marçal de Vilafranca (1917-1936) màrtir beat, frare de l'orde caputxí, nascut com a Carles Canyes Santacana
- Lluís Callejo i Creus (1930-1987), compositor
- Josep Soler i Sardà (1935-2022), compositor i assagista
- Núria Cabanilles (1980), gimnasta rítmica